# Elbrus
Elbrus (în rusă Эльбрус, în kabardiană УIэщхэмахуэ (Uash-ha Makhua), în karaciai-balkară Минги тау (Mingi tau)) este un munte situat în partea de vest a munților Caucaz, în masivul Caucazul Mare, la granița dintre Europa și Asia. Vârful său, cu o înălțime de 5.642 m, reprezintă punctul de maximă altitudine din Rusia și din Europa. Elbrus este cel mai înalt stratovulcan din Eurasia și al 10-lea din lume după proeminența topografică. Muntele se află în sudul Rusiei, în republica rusă Kabardino-Balkaria.
Elbrus are două vârfuri, ambele fiind domuri vulcanice latente. Distanța dintre piscuri este aproximativ 1.500 m, ambele fiind situate pe marginea craterului. Vârful vestic, mai înalt, are 5.642 m iar cel estic 5.621 m. 
În 1829, o expediție științifică rusă condusă de generalul Ghiorghi Arsenievici Emmanuel a făcut prima ascensiune cu succes pe Muntele Elbrus, cerchezul Khillar Khashirov atingând vârful estic la 10 iulie 1829. Vârful de vest a fost cucerit în 1874, de o expediție britanică condusă de Florence Crauford Grove și care îi includea pe Frederick Gardner, Horace Walker, ghidul elvețian Peter Knubel și ghidul balcar Akhia Sottaiev. A. V. Pastuhov, un cartograf militar rus, este considerat prima persoană care a escaladat cu succes ambele vârfuri (în anii 1890 și 1896). Pastuhov a fost și cel care a cartografiat această zonă în detaliu.
Elbrus este unul dintre cele șapte vârfuri ale lumii (Seven Summits), care reprezintă grupul celor mai înalte vârfuri montane de pe fiecare dintre cele șapte continente și unul dintre cei mai înalți șapte vulcani (Seven Volcanoes), făcând parte din grupul celor mai înalți vulcani de pe fiecare continent.

## Etimologie
Denumirea Elbrus pare a avea o legătură cu numele Elburz (sau Alburz), termen menționat în textele sacre ale zoroastrimului, Avesta, care desemna în mitologia persană un munte legendar numit Harā Bərəzaitī, însemnând „santinelă înaltă”, Elburz fiind și numele actual al unui lanț montan din nordul Iranului. Harā Bərəzaitī derivă din termenul proto-iranian Harā Bṛzatī, care a fost transformat după islamizarea Persiei (între 635-651) în Harborz, iar ulterior, în persana modernă, în Alborz. Bṛzatī este forma feminină a adjectivului bṛzant („înalt”), precursorul etimologic al termenilor actuali bærzond („înalt”, „pisc”) din osetă, barz („înalt”), berāzande („elegant”) și boland („statură”) în persană sau barz („înalt”) în kurdă. Termenul Harā poate fi interpretat ca „santinelă” sau „străjer”, provenind din ser („protecție”) în protoindo-europeană.
Anticii au numit acest munte Strobilus („con de pin” în latină, cuvânt împrumutat din greaca veche, strobilos însemnând „obiect răsucit”, termen folosit pentru a descrie forma specifică a muntelui) și credeau că Zeus l-a înlănțuit acolo pe Prometeu, titanul care furase focul de la zei pentru a-l oferi oamenilor, fără îndoială cu referire la vechea sa activitate eruptivă. Chiar și în prezent, muntele are denumiri diferite în funcție de regiune: cerchezii folosesc denumirea Uash-ha Makhua (УIэщхэмахуэ), însemnând „Muntele fericirii”. iar termenul Mingi Tau (Минги тау), folosit de nativii din Karachay-Balkar, înseamnă „Muntele etern” în limba turcică locală.

## Geografie

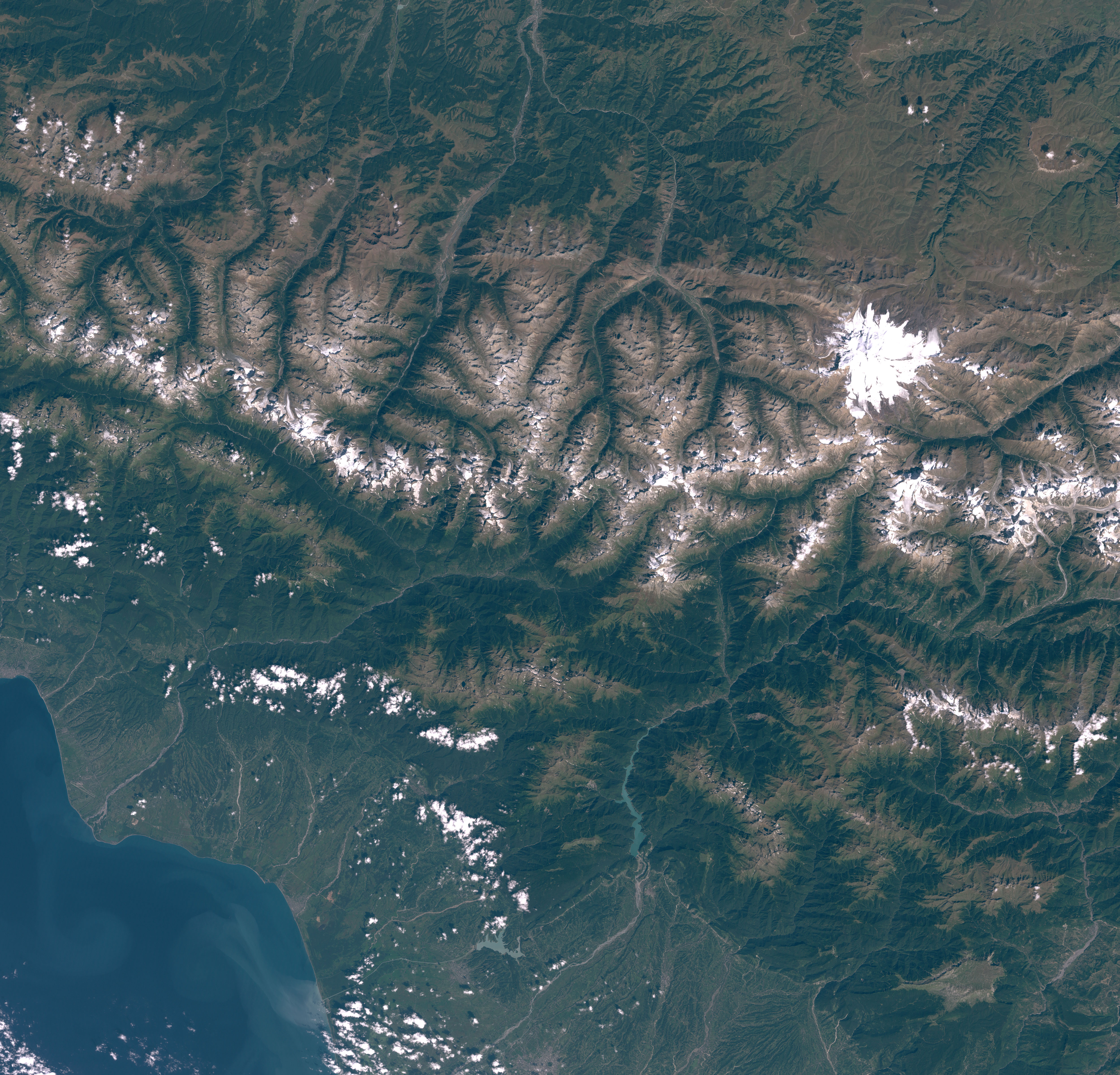
Imagine din satelit a părții vestice a munților Caucaz. Elbrus este pata albă la nord de crestele acoperite de zăpadă care marchează cumpăna apelor, vizibile în culoare albă

Muntele Elbrus este situat în partea de nord-vest a Munților Caucaz, la 100 de kilometri de Marea Neagră și la 370 de kilometri de Marea Caspică, vizibilă de pe vârf în zilele excepțional de senine. 
Cele mai apropiate orașe din vecinătatea muntelui Elbrus sunt Kislovodsk, la 65 de kilometri spre sud-vest și Nalchik, la 80 de kilometri în direcția vest-sud-vest. Situat la 11 kilometri nord de linia de separare a bazinelor hidrografice din Caucazul Mare, care marchează linia de frontieră cu Georgia, muntele este traversat de granița dintre republicile ruse Kabardino-Balkaria și Karaciai-Cerchezia. Vârful muntelui se ridică la o altitudine de 5.642 m deasupra nivelului mării, fiind cel mai înalt vârf atât din Rusia, cât și din Europa.
Rețeaua hidrologică este reprezentată în principal de râul Malka și afluentul său drept, Baksan, precum și de afluenții acestora

### Topografie

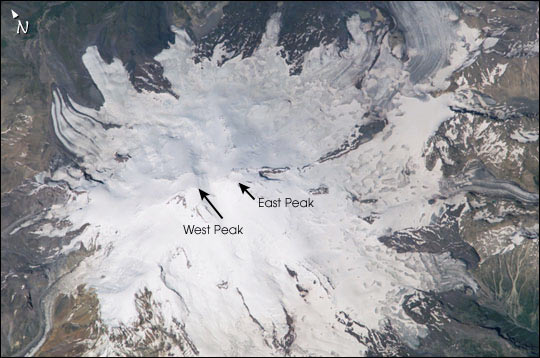
Cele două vârfuri ale muntelui Elbrus

Elbrus este un vulcan latent, aproape simetric în plan vertical, cu două vârfuri care se găsesc pe fiecare parte a unui col situat la 5.416 metri altitudine. Vârful vestic este vârf principal, înălțându-se la 5.642 metri altitudine, iar vârful estic (5.621 m) este vârf secundar. Distanța dintre cele două vârfuri este de 1.500 de metri. Baza muntelui se găsește la o altitudine absolută de 3.200-3.800 m, iar înclinația medie a pantelor muntelui este de 35 °. 

Craterul, cu un diametru între 300 și 400 metri, situat la baza vârfului estic, s-a umplut treptat cu zăpadă și gheață. Zăpada relativ proaspătă, granulară, care a fost parțial topită, reînghețată și compactată, dar încă nu s-a transformat în gheață de pe craterul vulcanului, care acoperă o suprafață de 138 km², alimentează 22 (sau 23, în funcție de surse) ghețari principali și 77 secundari, care dau naștere râurilor Baksan, Kuban și Malka. Unii dintre acești ghețari, studiați de oamenii de știință încă din anii 1930, pot ajunge la 400 metri grosime (dar în prezent toți sunt în scădere), având o lungime între 80 și 500 metri. Cei mai importanți doi ghețari sunt Bolshoi Azau (Большой Азау, „marele Azau”), cu o suprafață de 23 km² și o lungime de 9,28 km și Irik, cu o suprafață de 10,2 km² și o lungime de 9,31 km. Această activitate glaciară a format numeroase lacuri mici, dar adânci.

Harta topografică și reprezentări 3D ale muntelui Elbrus

### Geologie
Munții Caucaz s-au format prin deplasarea spre nord a plăcii tectonice arabice și ciocnirea acesteia de placa tectonică eurasiatică, provocând numeroase mișcări seismice în regiune. Zona faliei este complexă, iar mișcarea în mare parte laterală la nivelul Anatoliei și Iranului a împiedicat crearea unui fenomen de subducție și explică raritatea vulcanilor în lanțul montan. Elbrus reprezintă una dintre rarele excepții, încorporând atât roci metamorfice (șisturi, gneis) cât și roci magmatice (granit, riolit, tuf vulcanic).
Elbrus a început să se formeze acum aproximativ 10 milioane de ani. Elbrus a fost activ în holocen, ultima erupție având loc în jurul anului 50 d.Hr., conform Programului Vulcanismului Global al Institutului Smithsonian care documentează vulcanii tereștri și istoria lor eruptivă în ultimii 10.000 de ani. Dovezile activității vulcanice recente includ curgerile de lavă de pe munte și aproximativ 260 km² de resturi vulcanice. Cel mai lung flux de lavă se extinde pe 24 km față de vârful nord-estic, indicând o erupție majoră. Există și alte semne de activitate pe vulcan, inclusiv prezența fumarolelor și izvoarelor termale. Vârful vestic are un crater vulcanic bine conservat, de aproximativ 250 de metri în diametru
Conform rezultatelor studiilor geocronologice izotopice (datare K-Ar și Rb-Sr), cele mai vechi dintre formațiunile vulcanogene tinere din regiunea Elbrus sunt ignimbritele riolitice pliocene și tufurile de pe versanții nordici și estici ai vulcanului: în zona pasului Irikchat (în rusă перевала Ирикчат), vârful Liparitovy (în rusă Липаритовый), pe muntele Tuzluk (în rusă Тузлук), pe partea dreaptă a văii râului Birjalysu (în rusă Бирджалысу) și la nord de ghețarul Ullukol (în rusă ледника Уллукол). Vârsta acestor roci este de 3,0-2,7 milioane de ani. Camera vulcanică, a cărei activitate este asociată cu formarea tufului piroclastic pliocen pe versanții nordici și estici ai Elbrusului, se pare că a fost situată în zona pasului Irikchat (în rusă перевала Ирикчат), resturile canalelor de alimentare cu magmă din această zonă fiind marcate de o serie de diguri de felsite. Manifestări la scară mică ale magmatismului acid au fost observate în regiunea Elbrus și la începutul perioadei cuaternare (acum 2,0-1,6 milioane de ani). Acestea includ masivul din granit-porfir Kyrtyk (în rusă Кыртык) din valea râului cu același nume, la est de conul modern al Elbrus și diguri de felsite de pe bazinul hidrografic al râurilor Biitik-Tebe (în rusă Бийтик-Тёбе) și Kyukyurtlyu (în rusă Кюкюртлю), la nord-vest de acesta. Evident, acest impuls al activității vulcanice din regiunea Elbrus a fost un ecou al erupțiilor la scară mai mare care au avut loc în această perioadă de timp în cursul mijlociu al râului Baksan (în rusă Баксан), în zona orașului modern Tyrnyauz (în rusă Тырныауз), câteva zeci de kilometri spre est.
Reluarea activității vulcanice în regiunea Elbrus a avut loc la mijlocul perioadei cuaternar, în urmă cu 950-900 de mii de ani, în partea de est a regiunii. Un flux de lavă de andezite bazaltice s-a format la gura râului Tyzyl (în rusă Тызыл), iar puțin spre sud, la poalele orașului Tashlysyrt (în rusă Ташлысырт), s-a format conul vulcanic omonim, compus din dacite. Și mai spre sud, în interfluviul râurilor Kyrtyk (în rusă Кыртык) și Syltran (în rusă Сылтран), s-au format mai multe conuri de lavă, care au erupt și lave dacite. Următorul impuls al magmatismului cuaternar (acum 800-700 de mii de ani) s-a manifestat în partea de vest a regiunii Elbrus, unde sunt cunoscuți mai mulți vulcani independenți din epoca pleistocenului timpuriu: Paleo-Elbrus, Chuchkhur, Chomartkol și Tash-Tebe (în rusă Палео-Эльбрус, Чучхур, Чомарткол и Таш-Тебе). Paleo-Elbrus (în rusă Палео-Эльбрус), a cărui structură cu un crater distrus se observă la izvoarele râului Kuban (în rusă реки Кубань, a fost probabil cel mai mare dintre aceștia. Activitatea sa a început cu erupții explozive de ignimbrite de riodacit, ulterior înlocuite cu erupții de tip central și revărsări de lave dacite din camerele principală și secundară. În ultima etapă a activității vulcanice, a avut loc formarea unui masiv dacit subvulcanic, vizibil în prezent în secțiuni ale pereților Kyukyurtlyu (în rusă Кюкюртлю) și Ullu-Kam (în rusă Уллу-Кам).
Cu aproximativ 250 de mii de ani în urmă, a început formarea vulcanului modern Elbrus. Stratovulcanul cu dublu con, care a erupt lave de compoziție dacită, este în prezent un vârf rotunjit cu un diametru mediu la bază de aproximativ 18 kilometri. Fundația structurii vulcanice este situată la cote absolute de 3.000-3.900 metri și este compusă din roci metamorfice paleozoice și granitoide. Astfel, înălțimea relativă a vulcanului Elbrus este de 2.000–2.500 metri.
Activitatea vulcanică a Elbrus s-a manifestat pe parcursul a trei faze distincte (225-170, 110-70 și mai puțin de 30 de mii de ani în urmă), separate prin pauze de zeci de mii de ani. În primele două și la începutul celei de-a treia faze, au avut loc erupții din conul vestic, fluxurile de lavă dacită răspândindu-se spre sud, vest și nord de vulcan. Cenușă vulcanică datând din erupția Elbrus de acum aproximativ 45 de mii de ani a fost descoperită în peștera Mezmayskaya (în rusă Мезмайская пещера). La sfârșitul celei de-a treia faze, a apărut conul de est al Elbrus. Conform rezultatelor datării cu radiocarbon publicate, obținute din studierea materialului organic din orizonturi de sol îngropate, ultima erupție puternică a vulcanului Elbrus a avut loc în anul 50 d.Hr. (±50 de ani), precedată de o erupție vulcanică mai puțin intensă cu 900 de ani înainte.
Astfel, vulcanismul recent din regiunea Elbrus s-a manifestat în ultimele 3 milioane de ani. Conform datelor geofizice recente, sub muntele Elbrus, la o adâncime de 7-13 km, există o cameră magmatică cu magmă nesolidificată, generându-se câmpuri de fumarole pe versantul sudic al vârfului estic, și numeroase izvoare termale în zona Djily-Su (în rusă Джилы-Су, în balkară Dzhily Suu - „apă caldă”), care curg în valea râului Malka (în rusă реки Малка), pe partea de nord a muntelui. Pe baza seturilor de date izotopic-geocronologice și geofizice, vulcanul Elbrus este în prezent considerat potențial activ, în subsolul muntelui înregistrându-se o activitate vulcanică considerabilă: rocile fierbinți din subsol încălzesc apa până la 60 °C, alimentând izvoarele termale din orașele balneare caucaziene Piatigorsk și Kislovodsk. Natura explozivă a vulcanului și frecvența istorică a erupțiilor sale sugerează posibilitatea unei noi erupții în viitorul apropiat, amenințând zonele populate din Transcaucazia și Caucazul de Nord.

### Climă
Întrucât Elbrus este situat în emisfera nordică, perioada de vară se desfășoară din iunie până la jumătatea lunii septembrie, cu o medie de 50% zile însorite, potrivite pentru escaladarea vârfului. Cu toate acestea, vânturile, în principal cele care bat dinspre vest, pot deveni violente, iar temperaturile pot scădea foarte repede. La altitudini mai mari de 4.000 de metri, chiar și vara, pot apărea condiții de viscol, vizibilitatea scăzând până aproape de zero. Nu este neobișnuit ca viteza vântului să depășească 100 km/h. În timpul iernii, temperaturile pot scădea sub −50 °C în zona vârfului, dar în văi curenții descendenți de aer mai cald și uscat pot provoca precipitații abundente sub formă de ninsoare.
Grosimea medie a stratului de zăpadă ajunge la 50–80 cm, crescând cu înălțimea. Este mai puțină zăpadă pe versanții sudici decât pe cei nordici. Primăvara pe Elbrus începe în primele zece zile ale lunii mai, iar până la sfârșitul lunii, zăpada dispare la altitudini sub 3.000 de metri, deseori prin formarea de avalanșe. La altitudini mari pot rămâne câmpuri de zăpadă permanente, cauzând creșterea masei ghețarilor. Totuși, la altitudini de peste 5.000 de metri, zăpada nu se topește, în ciuda creșterii temperaturii aerului. La altitudinea de 3.000 de metri, temperatura medie în luna ianuarie este de aproximativ −12 °C, iar minima absolută observată a fost de −27 °C.
La altitudini joase, media anuală a precipitațiilor atmosferice este de 500 mm și poate ajunge la 1.000 mm în unii ani, în timp ce la altitudini de peste 2.000 de metri, aceasta poate depăși 1.500 mm. Valoarea medie anuală a precipitațiilor depășește 790 mm.
| Date climatice pentru Elbrus (5.642 m) valori normale 1991 - 2021                                                       | Date climatice pentru Elbrus (5.642 m) valori normale 1991 - 2021 | Date climatice pentru Elbrus (5.642 m) valori normale 1991 - 2021 | Date climatice pentru Elbrus (5.642 m) valori normale 1991 - 2021 | Date climatice pentru Elbrus (5.642 m) valori normale 1991 - 2021 | Date climatice pentru Elbrus (5.642 m) valori normale 1991 - 2021 | Date climatice pentru Elbrus (5.642 m) valori normale 1991 - 2021 | Date climatice pentru Elbrus (5.642 m) valori normale 1991 - 2021 | Date climatice pentru Elbrus (5.642 m) valori normale 1991 - 2021 | Date climatice pentru Elbrus (5.642 m) valori normale 1991 - 2021 | Date climatice pentru Elbrus (5.642 m) valori normale 1991 - 2021 | Date climatice pentru Elbrus (5.642 m) valori normale 1991 - 2021 | Date climatice pentru Elbrus (5.642 m) valori normale 1991 - 2021 | Date climatice pentru Elbrus (5.642 m) valori normale 1991 - 2021 |
| Luna | Ian                                                               | Feb                                                               | Mar                                                               | Apr                                                               | Mai                                                               | Iun                                                               | Iul                                                               | Aug                                                               | Sep                                                               | Oct                                                               | Nov                                                               | Dec                                                               | Anual                                                             |
| --- | ----------------------------------------------------------------- | ----------------------------------------------------------------- | ----------------------------------------------------------------- | ----------------------------------------------------------------- | ----------------------------------------------------------------- | ----------------------------------------------------------------- | ----------------------------------------------------------------- | ----------------------------------------------------------------- | ----------------------------------------------------------------- | ----------------------------------------------------------------- | ----------------------------------------------------------------- | ----------------------------------------------------------------- | ----------------------------------------------------------------- |
| Maxima medie °C (°F) | −11.1 (12)                                                        | −9.1 (15,6)                                                       | −6.1 (21)                                                         | −1.5 (29,3)                                                       | 3.3 (37,9)                                                        | 8.4 (47,1)                                                        | 12.1 (53,8)                                                       | 12.4 (54,3)                                                       | 8.2 (46,8)                                                        | 2.3 (36,1)                                                        | −4.5 (23,9)                                                       | −9.7 (14,5)                                                       | 0,39 (32,7)                                                       |
| Media zilnică °C (°F)                                                                                                   | −14.8 (5,4)                                                       | −13.2 (8,2)                                                       | −9.8 (14,4)                                                       | −5.1 (22,8)                                                       | −0.6 (30,9)                                                       | 4.4 (39,9)                                                        | 8 (46)                                                            | 8 (46)                                                            | 3.6 (38,5)                                                        | −2.3 (27,9)                                                       | −8.9 (16)                                                         | −13.4 (7,9)                                                       | −3,68 (25,39)                                                     |
| Minima medie °C (°F) | −18.6 (−1.5)                                                      | −17.4 (0,7)                                                       | −14.2 (6,4)                                                       | −9.4 (15,1)                                                       | −5.1 (22,8)                                                       | −0.4 (31,3)                                                       | 3.4 (38,1)                                                        | 3.4 (38,1)                                                        | −1.2 (29,8)                                                       | −7 (19)                                                           | −13.3 (8,1)                                                       | −17.4 (0,7)                                                       | −8,1 (17,42)                                                      |
| Precipitații mm (inches)                                                                                                | 57 (2.24)                                                         | 48 (1.89)                                                         | 82 (3.23)                                                         | 91 (3.58)                                                         | 93 (3.66)                                                         | 120 (4.72)                                                        | 117 (4.61)                                                        | 96 (3.78)                                                         | 73 (2.87)                                                         | 76 (2.99)                                                         | 59 (2.32)                                                         | 59 (2.32)                                                         | 971 (38,23)                                                       |
| Umiditate [%] | 63                                                                | 63                                                                | 66                                                                | 71                                                                | 75                                                                | 75                                                                | 74                                                                | 72                                                                | 72                                                                | 70                                                                | 63                                                                | 61                                                                | 68,8                                                              |
| Nr. de zile cu precipitații                                                                                             | 8                                                                 | 7                                                                 | 10                                                                | 11                                                                | 12                                                                | 15                                                                | 15                                                                | 14                                                                | 9                                                                 | 8                                                                 | 7                                                                 | 7                                                                 | 123                                                               |
| Sursă: „Климат: Эльбрус - Климатический график, График температуры, Климатическая таблица” (în rusă). climate-data.org. |                                                                   |                                                                   |                                                                   |                                                                   |                                                                   |                                                                   |                                                                   |                                                                   |                                                                   |                                                                   |                                                                   |                                                                   |                                                                   |

## Parcul Național Prielbrusie
Parcul Național Prielbrusie (Regiunea Elbrus în rusă) care acoperă zona din jurul muntelui Elbrus, se află în colțul sud-vestic al republicii Kabardino-Balkaria din Federația Rusă,
în zona centrală a munților Caucaz, fiind unul dintre cele 22 de parcuri naționale din Caucaz, acoperind 1,8% din suprafața totală a regiunii.
Parcul „Prielbrusie” a fost înființat la 22 septembrie 1986, cu scopul de a păstra complexul natural unic din vecinătatea muntelui Elbrus și de a crea condiții pentru dezvoltarea de activități recreative organizate, precum turismul și alpinismul. Izolarea relativă a cheilor abrupte a condus la niveluri ridicate de endemism și biodiversitate. 
În parcul național se găsesc diverse forme morfologice de relief, relief glaciar de mare altitudine, relief montan de altitudine medie, fluxuri de lavă, vârfuri montane și creste laterale, lacuri glaciare și văi împădurite ale râurilor. Aproximativ 155 km², sau 15,3% din teritoriul parcului, sunt suprafețe acoperite fie de ghețari, fie de zăpadă permanentă. Râul Malka se formează din apa provenită din ghețarii de pe Elbrus și, izvorând dintr-un platou de sub sursa glaciară, curge spre nord și est. Râul Baksan curge la est de munte, prin zona de sud a parcului. Limita sudică a parcului coincide cu linia de frontieră cu Georgia. 
Prielbrusie include Pădurile mixte din Caucaz, una dintre cele mai diversificate ecoregiuni din lume. Biodiversitatea se datorează multitudinii de zone ecologice și variației mari de altitudine.
Conform clasificării climatice Köppen, teritoriul parcului este caracterizat de o climă de tundră [Climate polare și alpine (E)], ceea ce înseamnă că în fiecare an există cel puțin o lună cu o temperatură medie pozitivă (peste 0 °C), suficient de mare pentru a topi zăpada, dar temperatura medie lunară nu depășește niciodată valoarea de 10 °C. Totuși, valorile măsurate ale temperaturii din Prielbrusie arată variații extreme, datorită diferențelor mari de altitudine, între 1.400 și 5.642 de metri.

### Flora și fauna
Diversitatea excepțională de relief, temperatură, umiditate și soluri contribuie la dezvoltarea unei mari varietăți de peisaje. Izolarea cheilor și bazinelor individuale contribuie la formarea speciilor endemice și la conservarea speciilor relicte. Natura parcului se caracterizează printr-o combinație în lumea animală și vegetală a speciilor tipice stepei, regiunilor mediteraneene din Asia de Vest.
Flora
| Specii incluse în Cartea Roșie a Rusiei | Specii incluse în Cartea Roșie a Rusiei |
| Denumire                                | Nume științific                         |
| --------------------------------------- | --------------------------------------- |
| Angiosperme                             |                                         |
| Mesteacănul Radde                       | Betula raddeana                         |
| Iedera Baksan                           | Daphne baksanica                        |
| Saxifraga columnară                     | Saxifraga columnaris                    |
| Clopoțelul dolomitic                    | Campanula dolomitica                    |
| Laleaua pestriță                        | Fritillaria caucasica                   |
| Cicerul                                 | Cicer minutum                           |

Flora din Kabardino-Balkaria include aproximativ 3.000 de specii, care reprezintă 50% din speciile care cresc în Caucaz în ansamblu. Zonarea verticală a climei determină zonalitatea verticală a învelișului de vegetație, prin urmare flora este bogată și diversă. Centura pădurilor de conifere, situate la altitudini între 1.400 și 2.300 m, face loc unei fâșii de păduri de copaci și arbuști, care se transformă treptat într-o centură de pajiști subalpine (2.400–2.600 m), apoi alpine (2.600–2.800 m), direct adiacente suprafețelor înzăpezite și pădurilor de brazi. 5 specii de plante cu flori sunt incluse în Cartea Roșie a Rusiei. 
Văile și părțile inferioare ale versanților până la o altitudine de 2600-2.700 m sunt acoperite cu păduri înalte de conifere. În zonele în care apar avalanșe sunt frecvente pădurile speciilor cu frunze mici: mesteacăn (Betula), scoruș de munte (Sorbus aucuparia), plop tremurător (Pópulus trémula), mălin (Prinus Padus), care, îndoindu-se la impact, rezistă la efectele elementelor naturale. În tufărișuri se găsesc ienupăr (Juniperus communis ), berberis (Berberis), măceș (Rosa canina), iar în habitatele mai umede sunt desișuri de zmeur (Rúbus idáeus), coacăz (Ribes), agriș (Ríbes úva-críspa). Predomină pădurile de mesteacăn cu rododendron, uneori tufele de rododendron caucazian formând desișuri dese, impenetrabile. Rododendronul caucazian este o relicvă a erei terțiare, un arbust cu frunze veșnic verzi de până la 150 cm înălțime. Este deosebit de frumos în perioada de înflorire, la începutul lunii iunie. Florile de culoare alb-rozaliu sau crem, adunate în inflorescențe mari, conferă pantei o eleganță și o culoare extraordinare.
În locuri umede, umbroase, cresc din abundență diverse ferigi (Polypodióphyta), iar în vecinătate se găsesc desișuri de valeriană (Valeriána), anemone (Anemone) și mușețel caucazian (Matricāria chamomīlla). De-a lungul cursurilor de apă, se regăsesc terenuri acoperite de ierburi înalte, caracteristice zonelor subalpine, de până la 100-150 cm înălțime. În zonele mai înalte, pe pajiștile alpine, insule albastre de gențiană (Gentiána) ies în evidență pe fundalul verde al ierburilor. Peste 3.200 m, pajiștile alpine dispar. Pe versanți și stânci neacoperite cu zăpadă cresc diverși mușchi și licheni: mușchi de piatră (Cetrária islándica), mușchi de ren (Cladonia arbuscula), mușchi de pământ (Polýtrichum commúne), cetraria (Flavocetraria nivalis). De la mijlocul lunii august, pădurile din regiunea Elbrus sunt pline de ciuperci.
Printre plantele rare se numără mai multe plante endemice din Caucaz: clopotul lui Nefedov (Campanula nefedovii), cicerul (Cicer minutum), iedera Baksan (Daphne baksanica), crinul caucazian (Lilium monadelphum), saxifraga (Saxifraga diimikii), cinquefoil (Potentilla divina), căldărușa (Aquilegia olympica), pulsatilla (Pulsatilla albana), campanula (Campanula dolomitica) etc. O specie deosebit de protejată a peisajului subalpin munte-luncă este rododendronul caucazian (Rhododendron caucasicum), un arbust veșnic verde.

Flora muntelui Elbrus - specii endemice
Rododendron caucazian (Rhododendron caucasicum)
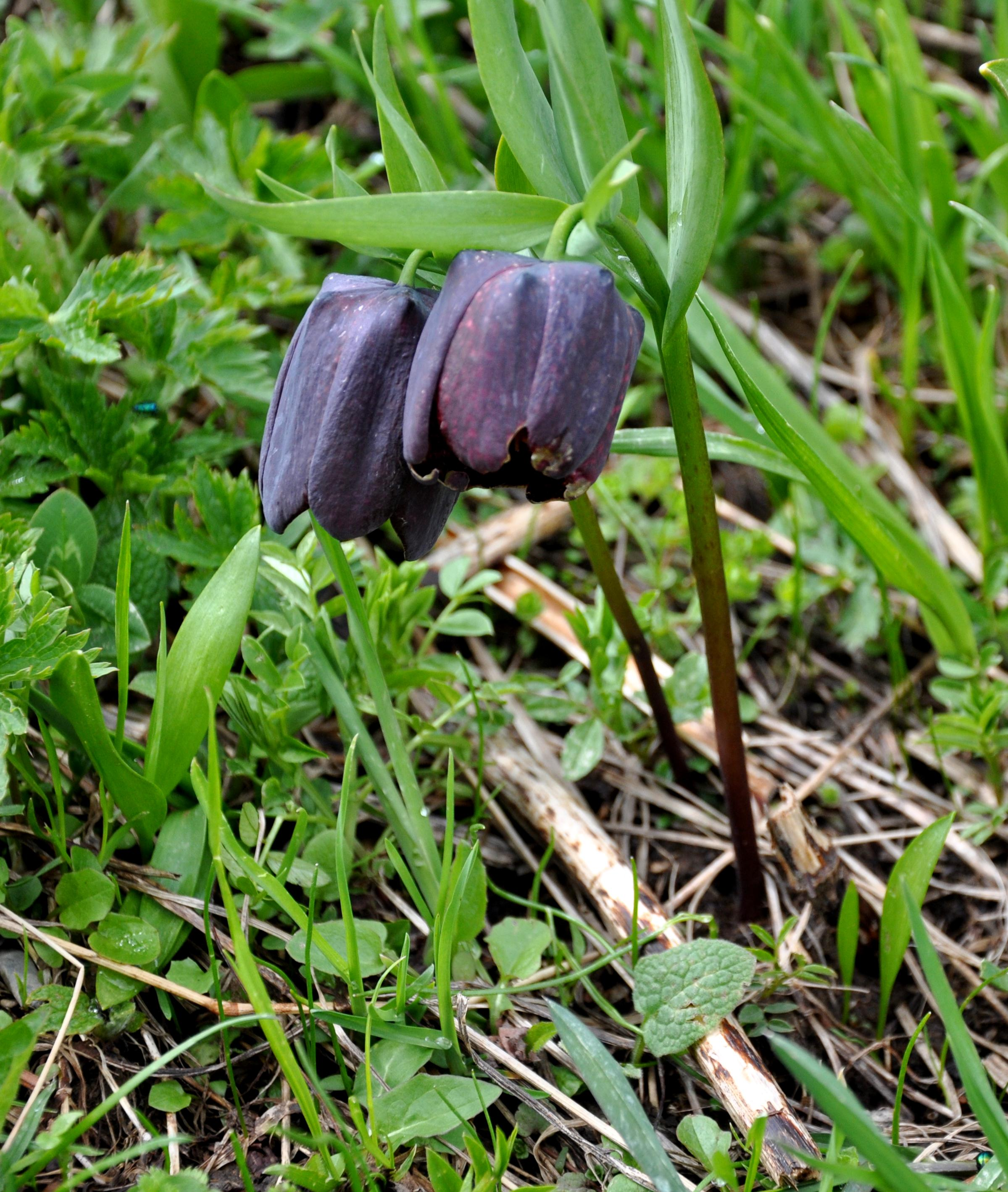
Lalea pestriță (Fritillaria caucasica)
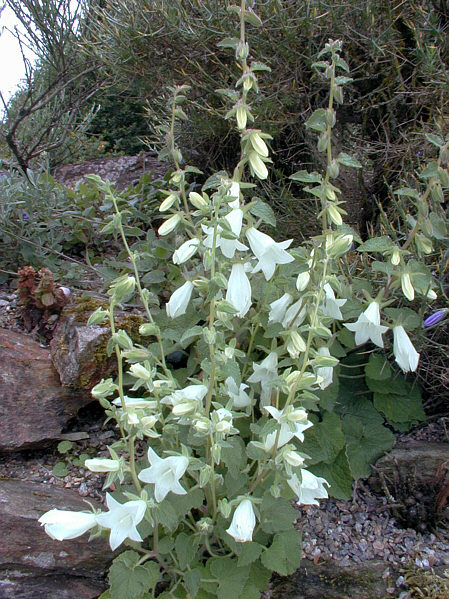
Campanula Campanula dolomitica
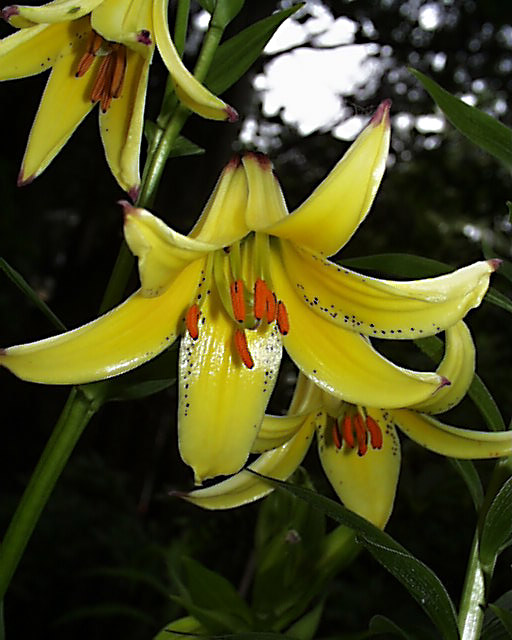
Crin caucazian (Lilium monadelphum)

Fauna
| Specii incluse în Cartea Roșie a Rusiei | Specii incluse în Cartea Roșie a Rusiei |
| Denumire                                | Nume științific                         |
| --------------------------------------- | --------------------------------------- |
| Nevertebrate                            |                                         |
| Fluturele Mnemosyne                     | Parnassius mnemosyne                    |
| Amfibieni                               |                                         |
| Tritonul din Asia Mică                  | Triturus vittatus                       |
| Păsări                                  |                                         |
| Șoimul dunărean                         | Falco cherrug                           |
| Vulturul sur                            | Gyps fulvus                             |
| Acvila de munte                         | Aquila chrysaetos                       |
| Zăganul                                 | Gypaetus barbatus                       |
| Uliul cu picioare scurte                | Accipiter brevipes                      |
| Cocoșul negru caucazian                 | Lyrurus mlokosiewiczi                   |
| Acvila de câmp                          | Aquila heliaca                          |
| Codalbul                                | Haliaeetus albicilla                    |
| Șoimul călător                          | Falco peregrinus                        |
| Hoitarul                                | Neophron percnopterus                   |
| Vulturul negru                          | Aegypius monachus                       |
| Mamifere                                |                                         |
| Liliacul mare cu potcoavă               | Rhinolophus ferrumequinum               |
| Liliacul gigantic nocturn               | Nyctalus lasiopterus                    |
| Vidra eurasiatică                       | Lutra lutra meridionalis                |
| Pisica de pădure caucaziană             | Felis silvestris caucasica              |
| Leopardul                               | Panthera pardus                         |
| Liliacul mic cu potcoavă                | Rhinolophus hipposideros                |
| Liliacul mic cu urechi de șoarece       | Myotis blythi                           |
| Liliacul tricolor                       | Myotis emarginatus                      |

Fauna din Caucazul Central este bogată, diversă și extrem de endemică. Analiza faunei din regiunea Elbrus indică o compoziție genetică foarte complexă, multicomponentă și originală, predominant de natură asiatică, deoarece în perioada de dinainte de începerea marii glaciațiuni, Caucazul s-a conectat cu Asia de Vest, iar speciile de animale care populau Asia Centrală au pătruns în această zonă. De asemenea, aici se găsesc animale caracteristice atât pădurilor de foioase, cât și zonelor de stepă europene.
Fauna parcului național Prielbrusie este bogată și cuprinde 63 de specii de mamifere, 111 specii de păsări, 11 specii de reptile, 8 specii de amfibieni, 6 specii de pești și un număr foarte mare de specii de insecte. Parcul național găzduiește animale specifice pădurilor de foioase europene: jderul de copac (Martes martes), pisica sălbatică caucaziană (Felis silvestris caucasica), ursul brun (Ursus arctos), căprioara (Capreolus capreolus) și numeroase specii de păsări, dar și animale specifice zonelor de stepă europene: orbetele (Spalax microphthalmus), hârciogul (Cricetus cricetus), dihorul de stepă (Mustela eversmanii), potârnichea cenușie (Perdix perdix) etc. Se mai întâlnesc vipera caucaziană (Vipera kaznakovi), tritonul din Asia Mică (Triturus vittatus) și păstrăvul de pârâu (Salmo trutta morpha fario). 
Numeroase specii de păsări viețuiesc în pădurile de la poalele muntelui Elbrus, printre care mierla de apă (Cinclus cinclus), forfecuța (Loxia pytyopsittacus), sticletele (Carduelis carduelis), carpodacul pătat (Carpodacus rubicilla), codobatura de munte (Motacilla cinerea), stăncuța alpină (Pyrrhocorax graculus), huhurezul mic (Strix aluco), buha (Bubo bubo) și sturzul cântător (Turdus philomelos). Deși Elbrus nu se află direct pe calea de zbor din Caucazul Mare, o serie de păsări migratoare trec totuși prin apropiere la începutul primăverii și toamnei, cum ar fi stârcul cenușiu (Ardea cinerea) și stârcul roșu (Ardea purpurea), lebăda cucuiată (Cygnus olor), gâsca cenușie (Anser anser), rața pestriță (Anas strepera), rața mică (Anas crecca), corcodelul mic (Tachybaptus ruficollis) și cocorul (Grus grus). 
Cele mai comune mamifere de pădure sunt lupul de stepă (Canis lupus campestris), șacalul european (Canis aureus moreoticus), vulpea roșie (Vulpes vulpes), râsul caucazian (Lynx lynx dinniki), porcul mistreț (Sus scrofa) și ursul brun sirian (Ursus arctos syriacus).
Printre speciile endemice din Caucaz se numără turul caucazian (Capra caucasica), cocoșul de zăpadă caucazian (Tetraogallus caucasicus), cocoșul negru caucazian (Lyrurus mlokosiewiczi), vidra eurasiatică (Lutra lutra meridionalis) etc. Conform recensământului din 1995, populația de tur caucazian (Capra caucasica) de pe teritoriul parcului național Prielbrusie număra 4.600 de exemplare.

Fauna muntelui Elbrus - specii endemice
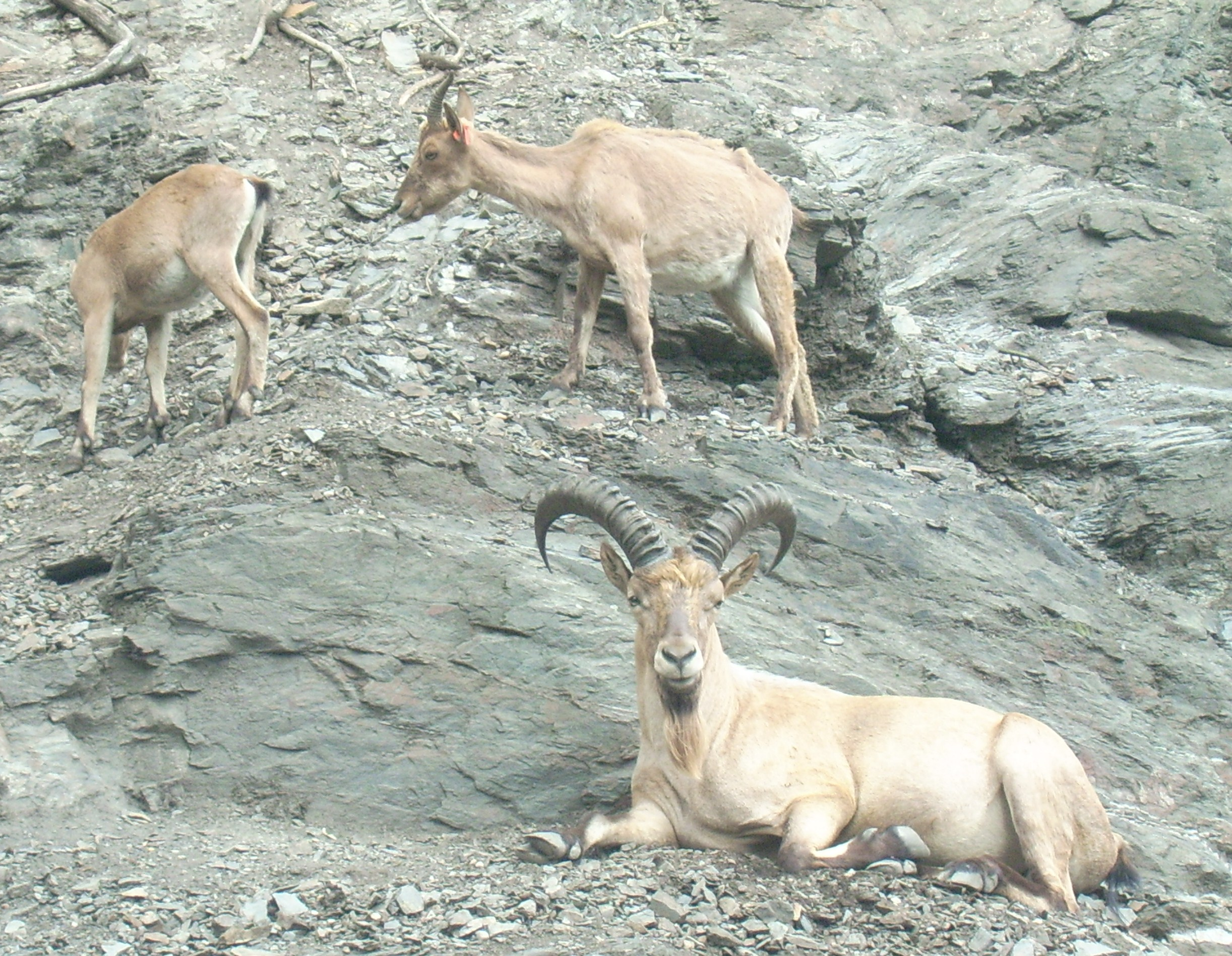
Tur caucazian (Capra caucasica)
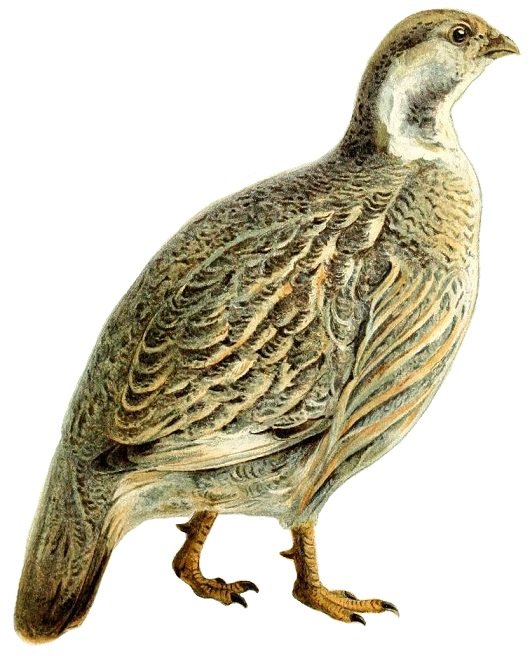
Cocoș de zăpadă caucazian (Tetraogallus caucasicus)
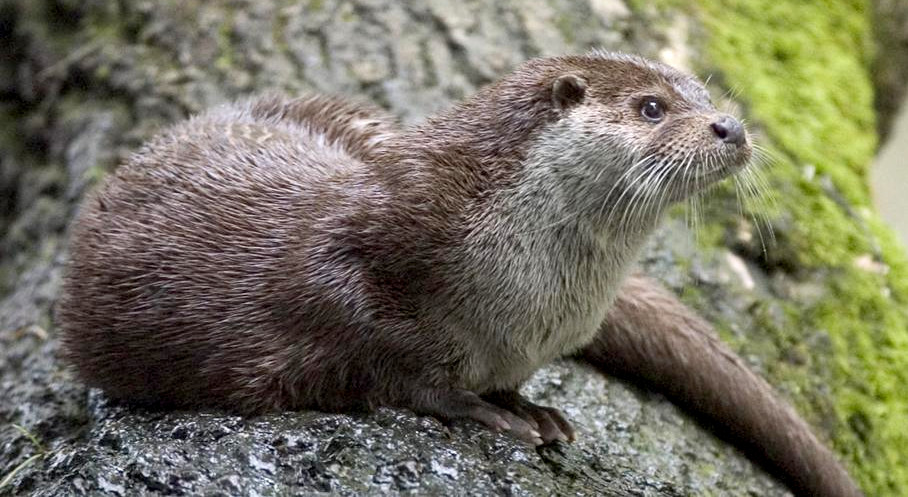
Vidra eurasiatică (Lutra lutra)
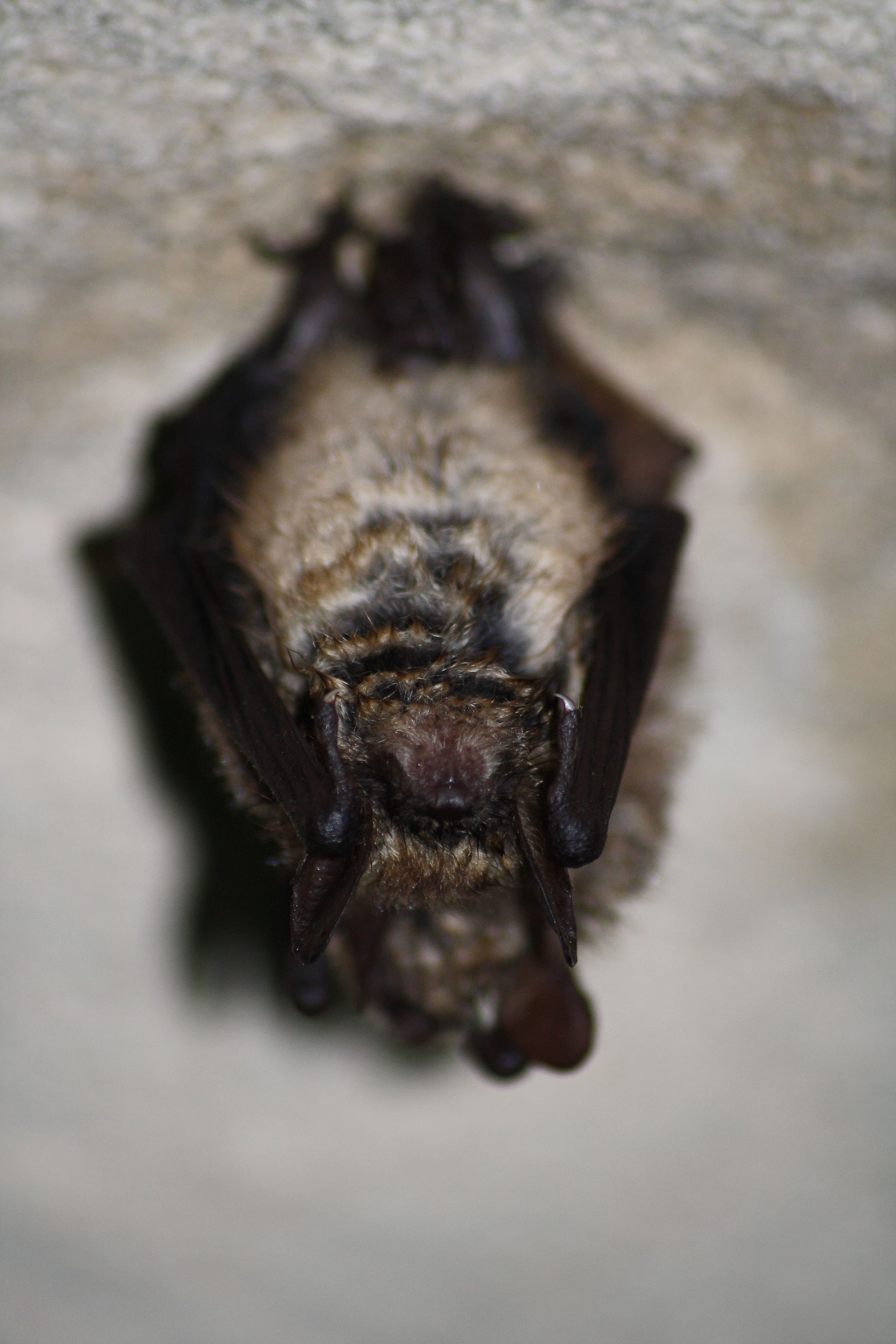
Liliac tricolor (Myotis emarginatus)
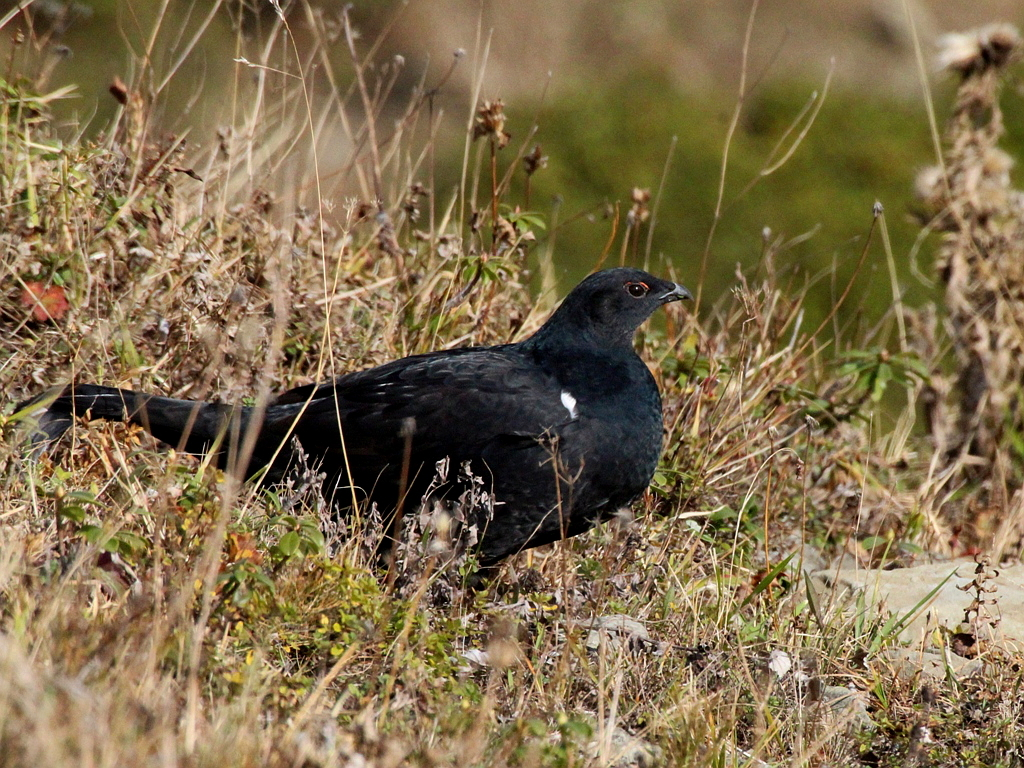
Cocoș negru caucazian (Lyrurus mlokosiewiczi)
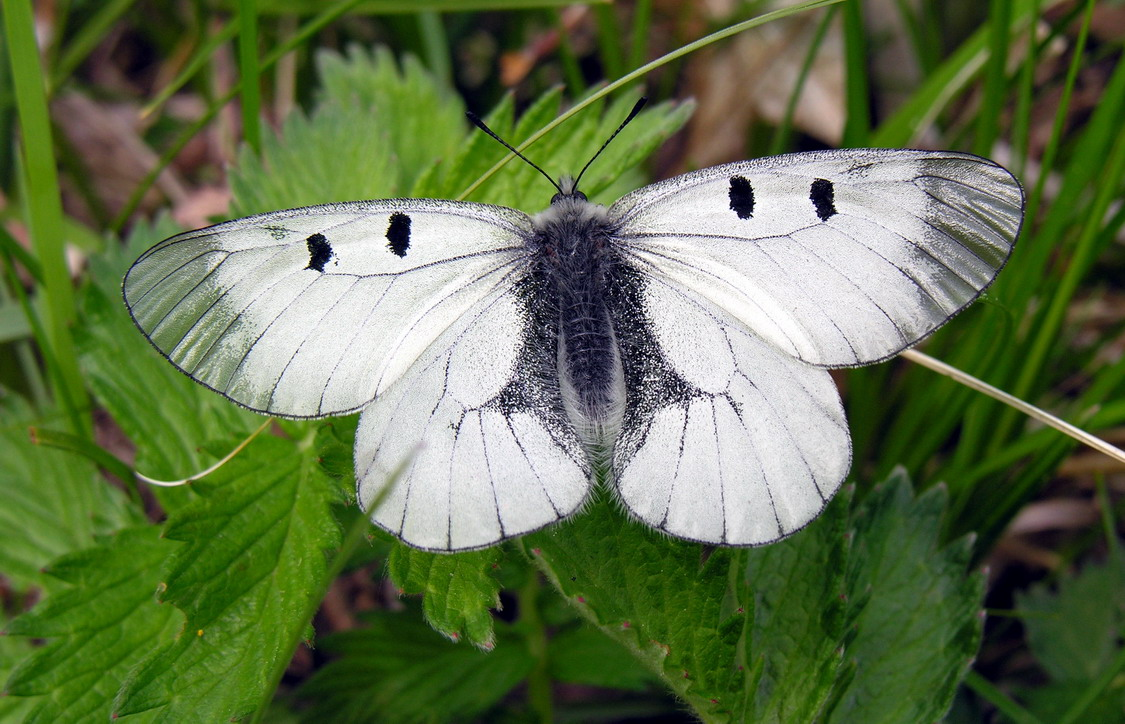
Fluture Apolo negru (Parnassius mnemosyne)
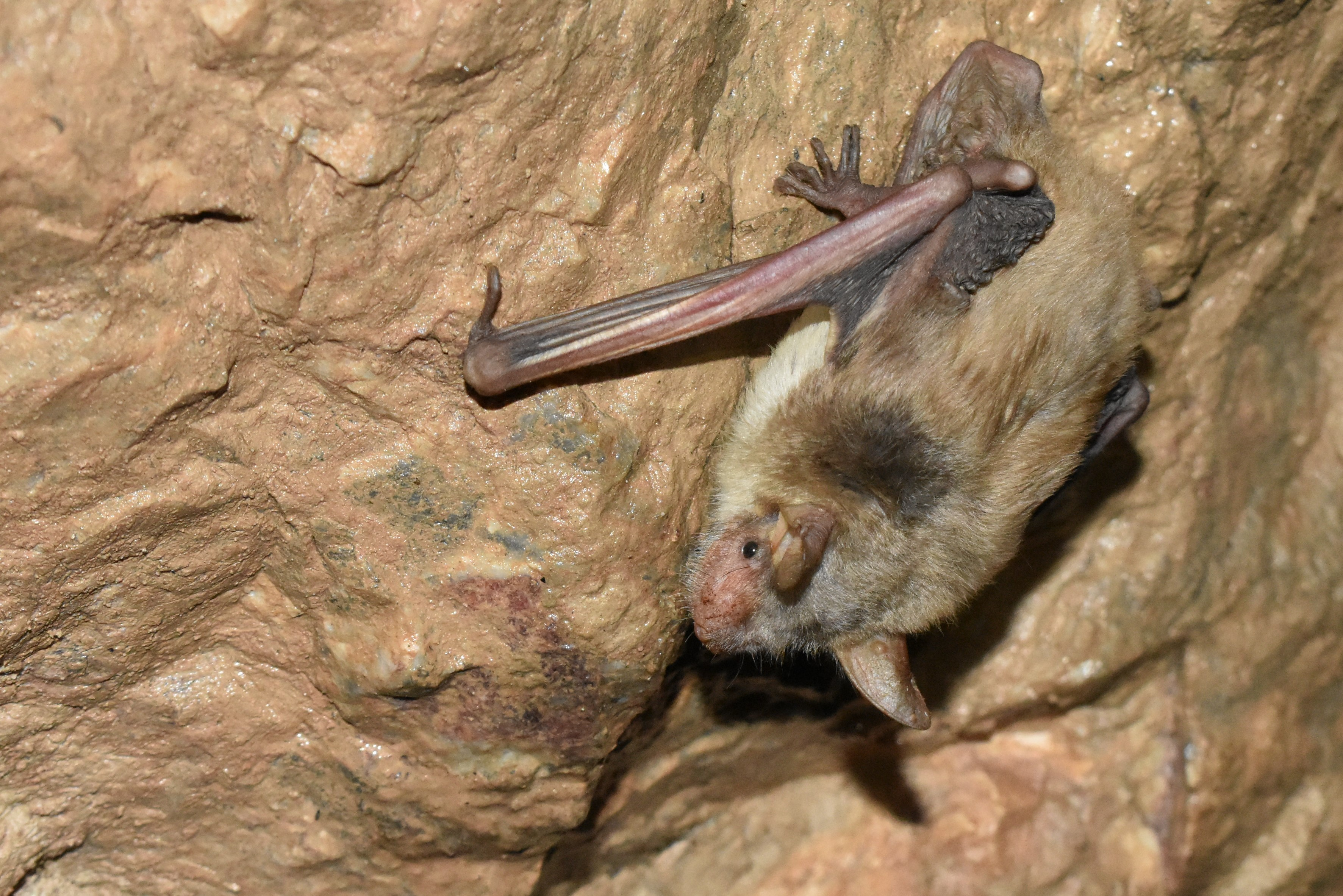
Liliac mic cu urechi de șoarece (Myotis blythi)
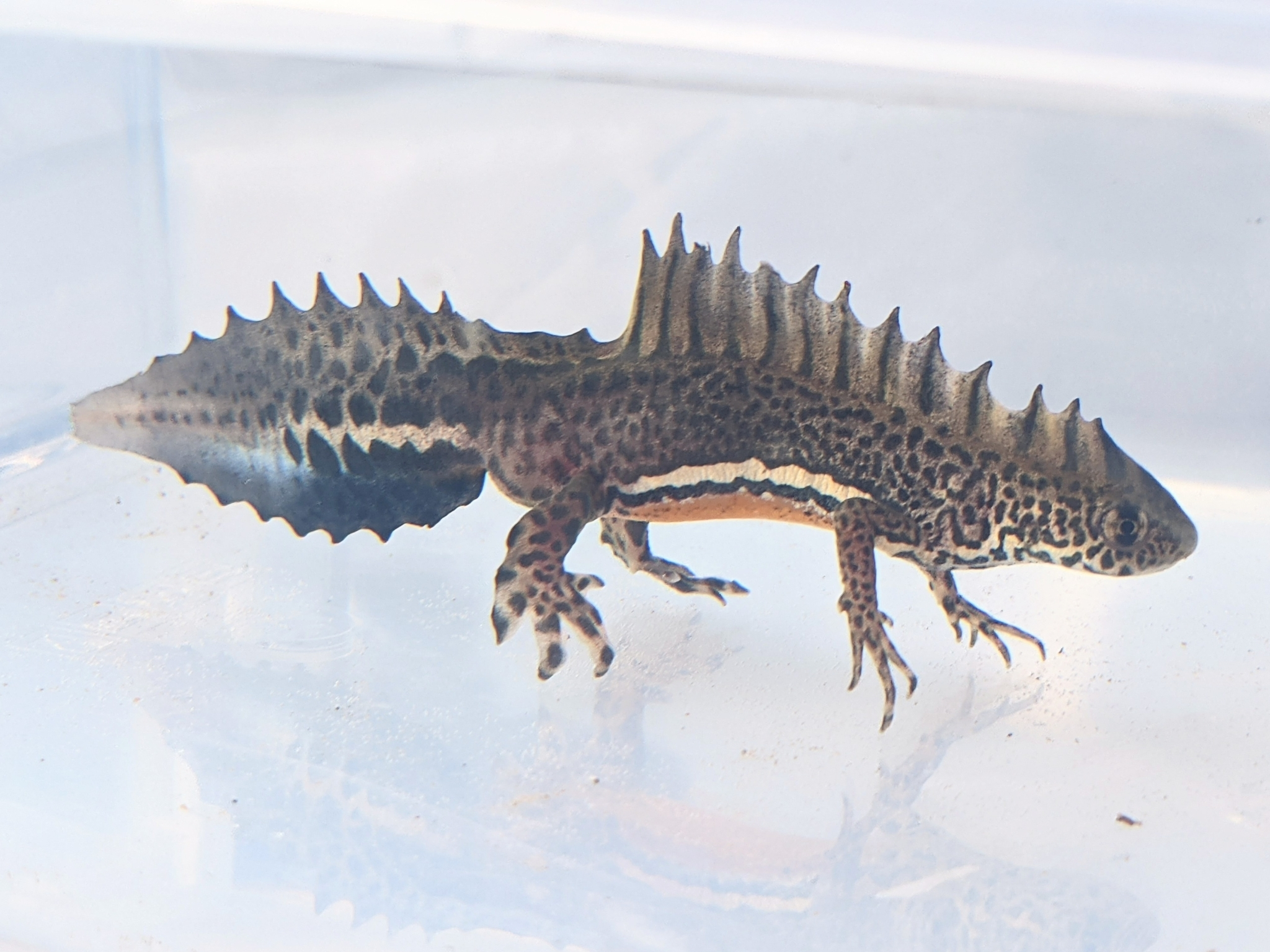
Triton din Asia Mică (Triturus vittatus)
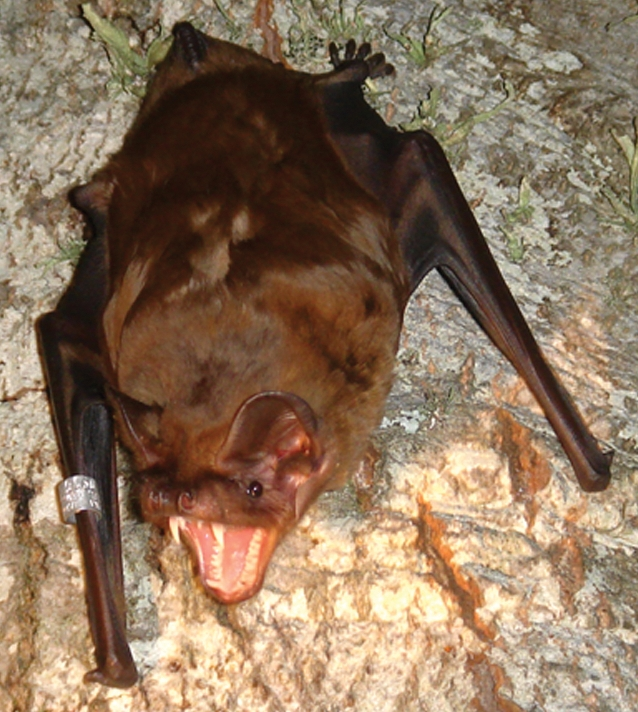
Liliac gigantic nocturn (Nyctalus lasiopterus)

## Istoric

### Mitologia greacă
În Periplus Ponti Euxini („Periplu la Marea Neagră”), scris în limba greacă în jurul anului 130, Arrian din Nicomedia menționează un vârf din Caucaz numit „Strobilos”: „… în timp ce ne întorceam de la Astelphos către Dioscurias, am văzut lanțul munților Caucazului […] Un vârf de pe Caucaz ieșea în evidență — numele vârfului era Strobilos — unde, conform poveștii, Prometeu a fost înlănțuit de Hephaistos, la ordinul lui Zeus”. În mitologia greacă, titanul Prometeu a fost înlănțuit în Caucaz ca pedeapsă pentru că a furat focul de la zei și l-a dat omenirii). Muntele „Strobilos” menționat de Arrian, latinizat Strobilus, a fost mai târziu identificat ca Elbrus de către unii scriitori, cum ar fi Douglas Freshfield în „Explorarea Caucazului” (1896). Freshfield a comparat forma muntelui Elbrus cu forma unui con de brad („pinecone-form”). Termenul grecesc antic „strobilos” denotă un obiect care se rotește sau care este răsucit.

### Măsurarea înălțimii muntelui Elbrus
Înălțimea muntelui Elbrus a fost măsurată cu precizie pentru prima dată în anul 1813 de astronomul rus Vikenti Karlovitch Vișnevski, care a găsit pentru vârful vestic o valoare de 2.898 toises (5.650 metri). Dar valorile măsurate în anii următori variază mult: 5.024 m în 1829 față de 5.637 m în 1837.

### Prima ascensiune pe vârful estic

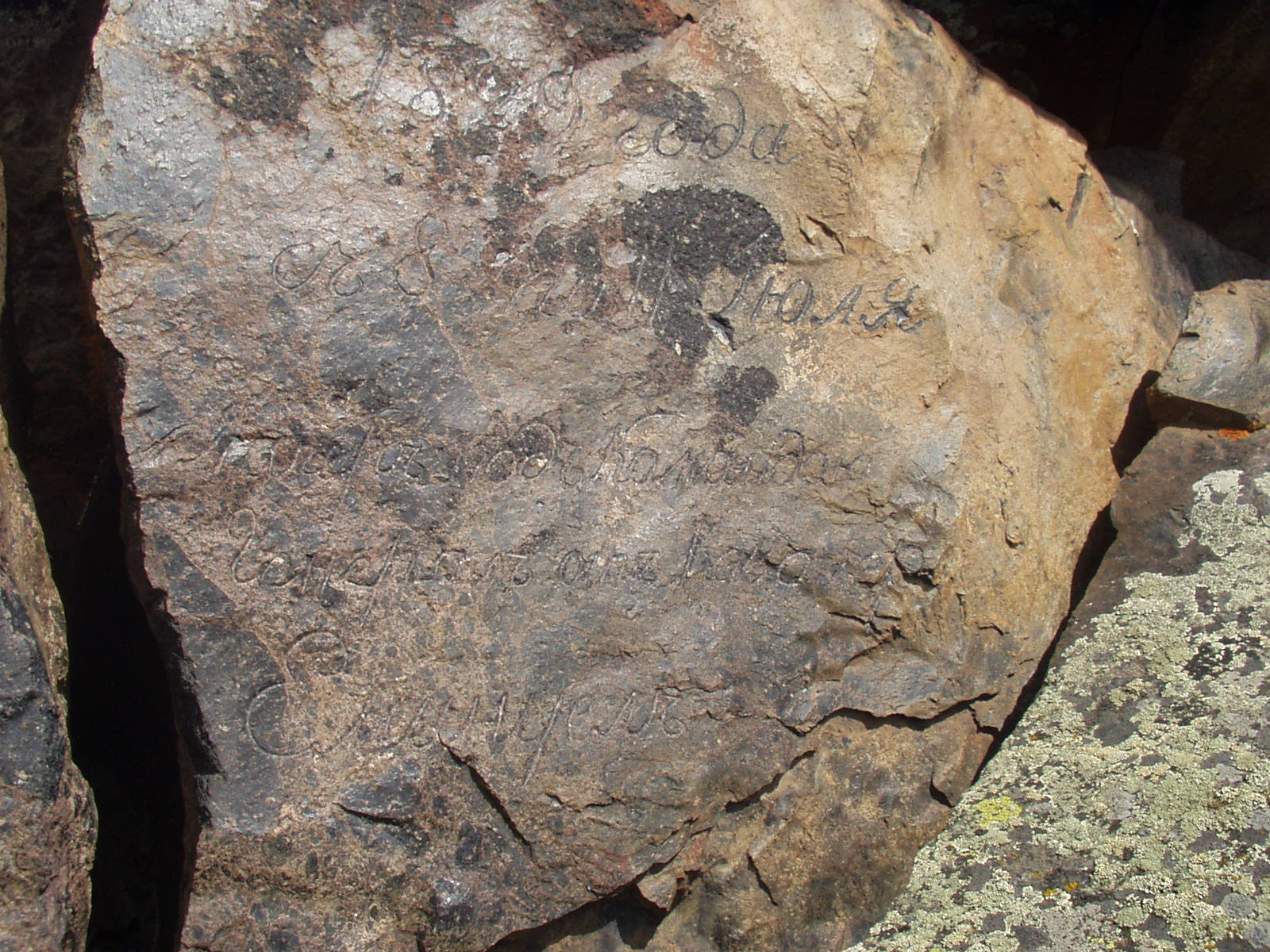
„Piatra Emmanuel”, inscripționată în urma primei ascensiuni pe munte

Prima ascensiune a unuia dintre vârfurile Muntelui Elbrus a avut loc în cadrul unei expediții științifice, organizată de Academia Rusă de Științe, la propunerea și sub supravegherea comandantului liniei fortificate a Caucazului de Nord, Ghiorghi Arsenievici Emmanuel. La expediție au participat oameni de știință eminenți: profesorul Adolph Theodor Kupffer, fondatorul Observatorului geofizic din Sankt Petersburg, fizicianul Heinrich Lenz, zoologul Édouard Ménétries, fondatorul Societății de Entomologie din Rusia, botanistul Carl Anton von Meyer, care mai târziu a devenit academician și director al Grădinii Botanice din Moscova, artistul și arhitectul Giuseppe Marco Bernardazzi, cel care a realizat prima schiță a muntelui Elbrus, și călătorul ungur Janos Besse. Ascensiunea s-a desfășurat pe partea de nord a muntelui Elbrus, de-a lungul cursului superior al râului Malka (în rusă Малка), pe lângă „stânci înalte, ascuțite, pe ale căror laturi abrupte zăpada nu a zăbovit niciodată” și „munți gigantici, acoperiți cu zăpadă veșnică, părând pigmei în fața figurii colosale a lui Elbrus însuși”.
Pe 22 iulie 1829, la prânz, ghidul cerchez Killar Khaсhirov a atins vârful estic, ceilalți membri ai expediției oprindu-se la o altitudine de aproximativ 5.300 metri. Două bucăți de rocă bazaltică au fost luate de pe vârf: una a fost dusă la Sankt-Petersburg iar cea de-a doua i-a fost încredințată lui Besse și transportată la Muzeul Național Maghiar din Budapesta. Prima ascensiune a muntelui Elbrus a fost salutată cu trei salve de pușcă, iar în memoria expediției, un scurt text a fost sculptat pe un bloc de stâncă, lângă tabăra de bază. Piatra Emmanuel (în rusă Скала Эммануэля) a fost descoperită abia în 1932 de către alpiniștii sovietici. Prima ascensiune a vârfului estic al muntelui Elbrus a fost documentată ulterior în lucrările multor oameni de știință ruși, în special în cele ale geografilor Piotr Semionov-Tian-Shanski și Gustav Ivanovici Radde.

### Prima ascensiune pe vârful vestic

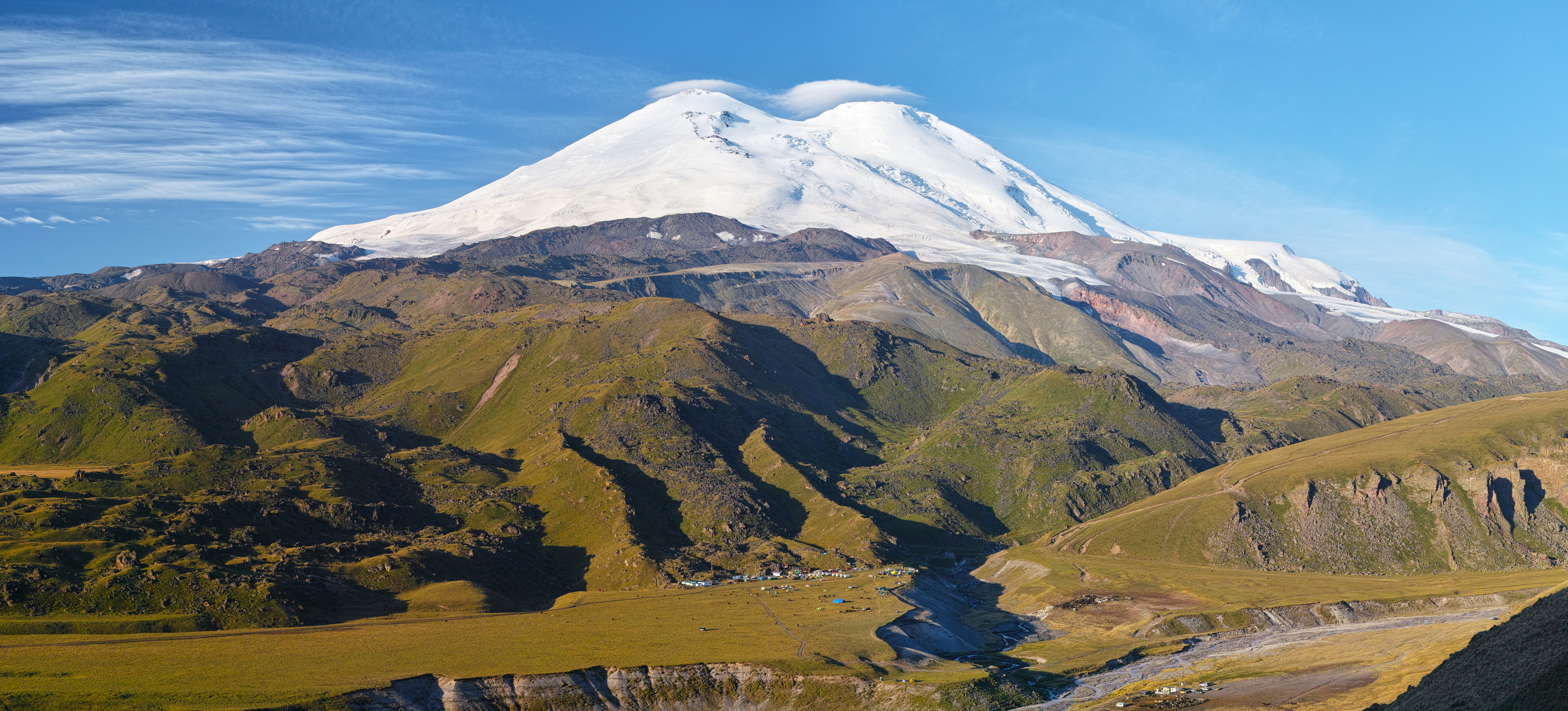
Traseul urmat de primii alpiniști: râul Malka (Kyzylkol), Poiana Emmanuel și stâncile Lenz

În 1874, vârful vestic a fost escaladat de o expediție britanică condusă de Florence Crauford Grove, care a fost însoțit de Horace Walker, Frederick Gardiner, ghidul elvețian Peter Knubel și ghidul balcar Akhia Sottaiev. La sfârșitul secolului al XIX-lea, ofițerul topograf rus Andrei Vasilievici Pastuhov a făcut mai multe încercări de a ajunge pe vârf, dar incapacitatea sa de a se aclimatiza corespunzător a cauzat mai multe eșecuri. Un grup de roci de pe versantul sudic al muntelui Elbrus, situate la o altitudine de 4.550-4.700 metri, pe care Pastuhov a fost forțat să poposească în timpul uneia dintre încercările sale, îi poartă numele, fiind denumite „stâncile Pastuhov” (în rusă скал Пастухова).

### Ascensiuni ulterioare
În 1868, Douglas William Freshfield, Adolphus Warburton Moore, Charles Comyns Tucker și François Devouassoud au devenit primii alpiniști străini care au escaladat vârful estic. În 1891, germanul Gottfried Merzbacher și austriacul Ludwig Purtscheller, în compania a doi ghizi locali, au escaladat vârful vestic în doar opt ore. În 1910, alpiniștii elvețieni Googie și De Ramis au reușit prima ascensiune „în cruce” a muntelui Elbrus, escaladând ambele vârfuri în aceeași expediție. În 1925, Alexandra Japaridze a fost prima femeie care a escaladat muntele Elbrus. În 1934, alpiniștii sovietici V. Korzun și A. Gusev au făcut prima ascensiune pe timp de iarnă. În 1939, schiorul moscovit Vadim Gippenreiter a reușit prima coborâre pe schiuri de pe vârful vestic până la Refugiul celor 11.
În primii ani de după înființarea Uniunii Sovietice, alpinismul a devenit un sport popular, iar participarea alpiniștilor, cu sau fără experiență, a crescut semnificativ. În martie 1936, un grup numeros, format din 33 de comsomoliști, a încercat o ascensiune pe munte, întreprindere finalizată tragic, deoarece opt dintre temerari au alunecat pe gheață și au căzut în gol, patru dintre aceștia pierzându-și viața. În vara aceluiași an, vârful vestic a fost atins de fizicianul britanic Paul Dirac și prietenul său rus Igor Tamm. În 1956, a fost organizată o ascensiune în masă, efectuată de 400 de alpiniști, pentru a marca a 400-a aniversare a anexării Kabardino-Balkaria, republica rusă pe al cărei teritoriu se găsește muntele Elbrus.

### Propaganda și al Doilea Război Mondial
Valoarea propagandistică al celui mai înalt punct din Europa nu a fost pierdută de unul dintre cei mai notorii dictatori ai secolului al XX-lea. În anii 1930, valuri de muncitori sovietici au fost trimise pe muntele Elbrus, pentru a construi un bust al lui Iosif Stalin. Pe soclu a fost inscripționat: „Pe cel mai înalt vârf al Europei a fost ridicat bustul celui mai mare om din toate timpurile”. Data când bustul a fost înlăturat nu este cunoscută cu exactitate.

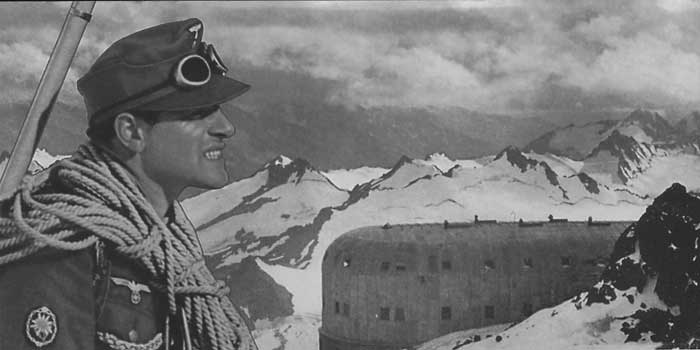
Vânător de munte german lângă Refugiul celor 11. Fotografie din 1942

În căutarea unor surse stabile de combustibil, Wehrmachtul și-a îndreptat efectivele către câmpurile petroliere de lângă Baku, în zona litorală a Mării Caspice și, în urma bătăliei pentru Caucaz, un contingent de aproximativ 10.000 de vânători de munte (Gebirgsjäger) a ocupat pentru scurt timp zona montană, la mijlocul anului 1942, cu intenția de a traversa ulterior munții Caucaz și a-și continua drumul spre sud-est. Potrivit unor relatări, când Hitler a fost anunțat că un detașament de vânători de munte a fost trimis să urce pe vârful muntelui Elbrus pentru a arbora svastica nazistă (la 21 august 1942), a izbucnit într-un acces de furie, numind realizarea „acrobație” și l-a amenințat cu curtea marțială pe generalul Hubert Lanz, comandantul diviziei. Un document apocrif menționează că un pilot sovietic a primit o medalie pentru bombardarea principalului refugiu montan al vremii, Refugiul celor 11 (Приют одиннадцати, „Priyut 11”), construit între 1929 și 1932, întrucât acesta fusese ocupat de inamic. Mai târziu, s-a aflat că pilotul fusese propus pentru decorare, dar nu pentru distrugerea adăpostului montan, care în cele din urmă rămăsese intact, ci pentru distrugerea depozitului de combustibil de lângă adăpost, la 4.160 de metri altitudine. În ianuarie 1943, luptele dintre Armata Roșie și Wehrmacht au dus la retragerea trupelor germane cu prețul a numeroase victime din ambele tabere. 
În 1971, lângă stația de telecabină Mir, la 3.470 metri altitudine, au fost construite un muzeu de război și un memorial, pentru a aduce un omagiu victimelor acestor evenimente, dintre care multe au fost îngropate sub zăpada veșnică, neavând parte de o înmormântare. Accesibil prin intermediul unei telecabine, muzeul atrage anual aproximativ 9.000 de vizitatori care pot beneficia și de o panoramă de 360° a vârfului muntelui Elbrus și a munților din jur.

### Ascensiuni recente
În octombrie 2021, cercetătoarea kazahă Aida Tabelinova a escaladat muntele Elbrus, în cadrul unei expediții internaționale organizate de Clubul Tineretului al Societății Geografice Ruse și Rossotrudnichestvo (Agenția federală pentru afaceri ale Comunității Statelor Independente, pentru compatrioții care locuiesc în străinătate și pentru cooperare umanitară internațională), în scopul promovării cooperării umanitare. Cu un an mai devreme, în cadrul unei acțiuni caritabile organizate de Global Relief Trust, alpinistul musulman britanic Akke Rahman a finalizat ascensiunea într-o zi, fără aclimatizare și fără utilizarea buteliilor de oxigen, la numai câteva zile după ce Rahman se recuperase în urma infectării cu COVID-19.
Ascensiuni ecvestre

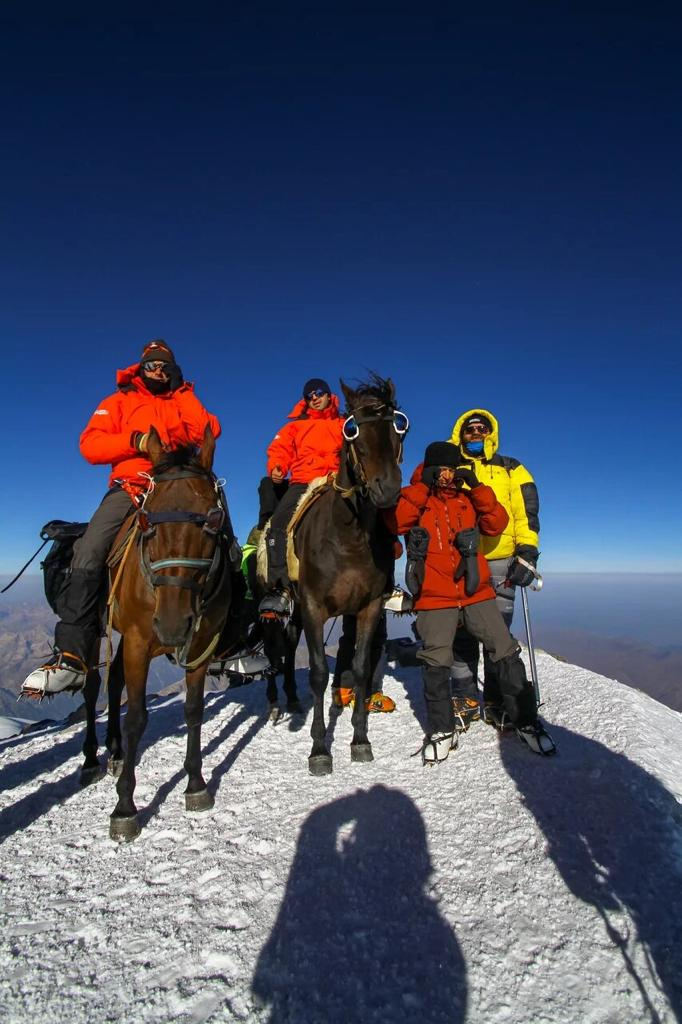
Ivan Kulaga, Ramazan Alchakov și Abrek Ediev și caii Dzhigit și Almaz, pe vârful vestic al muntelui Elbrus, 4 septembrie 2020

În august 1998, un grup de alpiniști din Karaciai-Cerchezia au fost primii din istorie care au escaladat călare muntele Elbrus. Caii, numiți Imbir, Daur și Khurzuk, erau din rasa Karachai, echipați cu potcoave speciale cu vârfuri de oțel detașabile. Organizatorul acțiunii a fost Klich-Geri Urusov. Șase persoane au ajuns pe vârful estic: trei călăreți (Dahir Kappușev, Mohammed Bidjiev, Murat Djatdoev) și trei alpiniști (Boris Begheulov, Umar Bairamukov, Leila Albogacieva), cu doi dintre cei trei cai (Daur și Khurzuk). În luna august a anului următor, aceiași călăreți karachai au reușit o a doua ascensiune ecvestră, cu un cal din rasa Karachai numit Igilik, atingând vârful vestic.
O nouă ascensiune ecvestră, a treia, a avut loc în 2019, fiind reușită de călărețul karachai Aslan Khubiev, cu caii karachai Boz și Damly, însoțit de ghizii balkari Aslan Altuev și Askhat Guzoev, urmată de a patra, la 4 septembrie 2020, când doi călăreți karachai, Ramazan Alchakov și Abrek Ediev, și prietenul lor rus Ivan Kulaga, împreună cu cei doi cai karachai Almaz și Dzhigit, au ajuns pe vârful vestic.
A cincea ascensiune ecvestră a avut loc pe 23 septembrie 2020, călărețul karachai Taulan Achabaev și vărul său Rustam Achabaev, împreună cu armăsarul Bahr, ajungând pe vârful vestic, însoțiți de ghidul balkari Aslan Altuev.
Ascensiuni motorizate
În 1997, o echipă condusă de alpinistul rus Alexander Abramov a condus un autoturism Land Rover Defender pe vârful estic, intrând în Cartea Recordurilor Guiness. Proiectul a durat în total 45 de zile. Echipa a condus vehiculul până la refugiul Garabashi (în rusă Гарабаши, „la butoaie”, 3.800 m), dar apoi au folosit un sistem de scripeți pentru a-l ridica pe cea mai mare parte a traseului rămas. La coborâre, unul dintre membrii expediției, care era la volan, a pierdut controlul vehiculului și a fost nevoit să sară din mers. Deși el a supraviețuit accidentului, vehiculul s-a izbit de stânci și a rămas sub vârf până în prezent.
Pe 22 iunie 2016, alpiniștii ruși Artiom Kuimov și Sergei Baranov au intrat și ei în Cartea Recordurilor Guiness, realizând performanța de a atinge vârful muntelui Elbrus pe ATV-uri.

### Simbol olimpic
La 1 februarie 2014, în paralel cu ștafeta principală, flacăra olimpică a Jocurilor Olimpice de iarnă de la Soci, protejată sub un felinar din cauza rafalelor de vânt, a fost aprinsă la vârful Elbrus de către Abdul Khalim Olmezov, președintele Federației de alpinism din Kabardino-Balkaria și Karina Mezova, alpinista cu 130 de ascensiuni ale muntelui la activ.

## Turism
Teritoriul parcului național Prielbrusie este recunoscut ca cel mai mare centru destinat turismului sportiv montan și schiului din Federația Rusă și este bogat în monumente istorice, arheologice și etnografice. Prielbrusie este un centru pentru sporturi montane - schi, drumeții și alpinism. De asemenea, parcul pune la dispoziția vizitatorilor facilități de camping, tururi cu vehicule de teren și excursii ecologice. Turismul, practicat atât de către rezidenți, cât și de către străini, este încurajat, existând în cadrul parcului 23 de facilități de agrement, unde aproximativ 5 mii de persoane se pot relaxa în timpul sezonului. Excursiile se desfășoară pe 16 trasee tematice. Obiectivele principale ale traseelor și excursiilor cu autobuzul sunt Poiana Narzanov, Valea Narzanov, Cheget, Elbrus. Parcul se află la 90 km vest de orașul Nalchik.
Anul 2017 a fost declarat Anul ecologiei în Rusia, ceea ce a contribuit la popularizarea internațională a turismului montan și a unui stil de viață activ, prin promovarea patrimoniului cultural și etnografic din regiunea Elbrus.

### Trasee montane

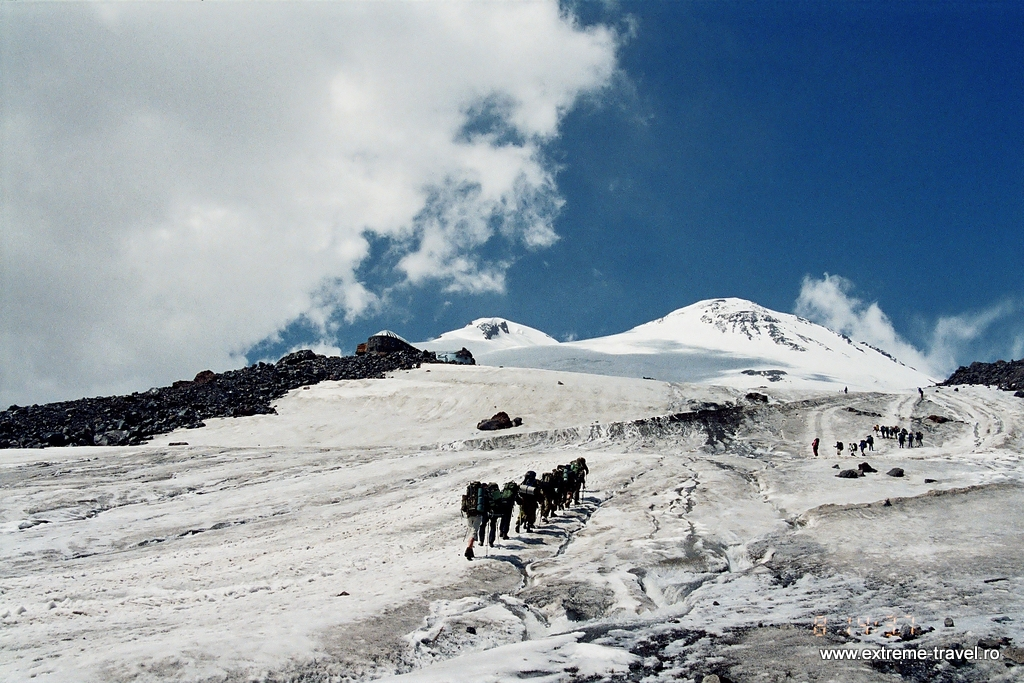
Traseul normal, pe partea sudică a muntelui

Aproape întreaga infrastructură de servicii a zonelor adiacente muntelui Elbrus dinspre sud și est (hoteluri, campinguri, unități de alimentație publică etc.) este situată de-a lungul cheilor Baksan, de-a lungul cărora autostrada A158 ajunge până la poienile Azau (în rusă поляны Азау), la poalele Elbrus, pe latura sa sudică.
Pe partea de nord a muntelui Elbrus, infrastructura montană este slab dezvoltată și este reprezentată de tabere de corturi amenajate în poiana Emmanuel (în rusă поляне Эммануэля) de diverși touroperatori, și de cabane pe una dintre morene la o altitudine de aproximativ 3.800 de metri, care sunt folosite de turiști și de angajații Ministerului pentru Situații de Urgență din Rusia.
Trasee de alpinism
Potrivit clasificatorilor ruși și străini, în total sunt clasificate aproximativ zece trasee diferite către Elbrus, luându-se în considerare rute separate către cele două vârfuri, estic și vestic.

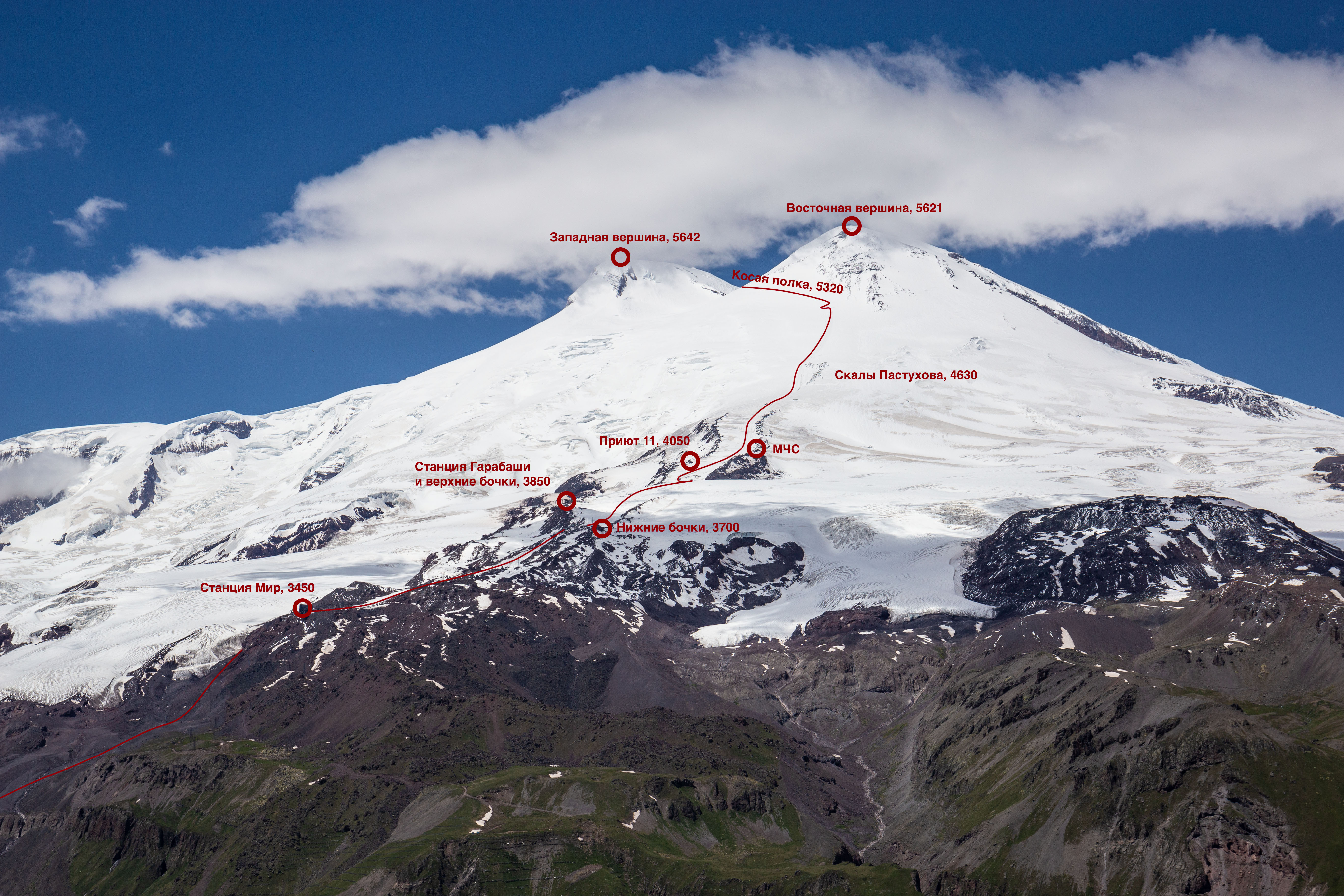
Traseul normal pe versantul sudic
Dificultatea traseului, conform clasificării rusești, este 1B:2.4.288. Este cel mai frecventat, cel mai ușor, cel mai sigur și cel mai rapid, folosind telecabina până la refugiul Garabashi (în rusă Гарабаши, 3.720 m), care constă în 11 cabine în formă de cilindru culcat (în rusă Бочки, „butoaie”) a câte 6 paturi fiecare și un total de 80 de cușete, alimentat cu apă rezultată din topirea ghețarului și dotat cu încălzire electrică. La o oră și jumătate de mers pe jos, la 4.157 metri altitudine, se află refugiul Diesel, care oferă 50 de locuri de cazare și a fost construit în 2001 în apropierea fostului adăpost montan Refugiul celor unsprezece (în rusă Приюта одиннадцати, 4.050 m), care a ars accidental pe 16 august 1998. Până în acest punct se poate ajunge și cu vehicule pe șenile. Ruta urmează apoi stâncile Pastuhov (în rusă скал Пастухова, 4.550-4.700 m) până la o înălțime de aproximativ 5.100 m, de unde așa-numita „rută oblică” (în rusă косой полке) duce către colul (5.416 m) dintre cele două vârfuri. Din acest punct, traseul se bifurcă, făcând posibilă ascensiunea pe oricare dintre vârfuri. 
Durata ascensiunii pe traseul sudic, ținând cont de perioada de aclimatizare, starea vremii și nivelul de pregătire al alpiniștilor, poate dura 7-10 zile pentru turiștii neexperimentați, dar, pentru sportivii antrenați, ascensiunea directă de la Refugiul 11 (Priyut 11) până în vârf durează 5-6 ore, excluzând timpul de coborâre. Traseul, lipsit de crevase, nu este dificil din punct de vedere tehnic, ci solicitant din punct de vedere fizic, din cauza pantei abrupte și a vânturilor violente. Ascensiunile în perioada de iarnă sunt rare și întreprinse în general de alpiniști experimentați, din cauza condițiilor meteorologice extreme. Traseul este bine marcat, dar abaterea de la acesta poate fi riscantă, mai ales din cauza crevaselor. Bilanțul mediu anual este de 15 până la 30 de decese, în principal din cauza lipsei de organizare, a echipamentului neadecvat și a aclimatizării insuficiente, care duce la apariția unei stări fizice precare, rău de înălțime.
Traseul normal pe versantul nordic
Dificultatea traseului, conform clasificării rusești, este 2A:2.4.286. Traseul pornește din tabăra de bază situată la o altitudine de 2.500 de metri și trece pe lângă Refugiul nordic (în rusă Северный приют, 3.700 m) și stâncile Lenz (în rusă скалы Ленца), care sunt un bun reper natural, până la vârful estic. De aici, se poate traversa de-a lungul colului, către vârful vestic. O particularitate a traseului (comparativ cu cel sudic) este concentrarea mai redusă a infrastructurii, în ciuda faptului că din 2012 au apărut o serie de noi cabane și tabere de corturi în poiana Emmanuel (în rusă поляне Эммануэля, 2.600 m) și pe stâncile din fața ghețarului (3.750 m). 
Traseul estic
Dificultatea traseului, conform clasificării rusești, este 2A. Traseul pornește din satul Elbrus (în rusă Эльбрус, 1.700 m) și trece prin defileul Irikchat (în rusă ущелью Ирикчат), prin trecătoarea (în rusă перевалу Ирикчат, 3.643 m) și ghețarul (în rusă ледника Ирикчат) cu același nume, până la fluxul de lavă Achkeryakol (în rusă Ачкерьякольского лавового потока) care reprezintă începutul crestei estice, de-a lungul căreia se efectuează ascensiunea spre vârful estic.
Traseul vestic
Dificultatea traseului, conform clasificării rusești, este 3A:2.4.290. Punctul de plecare începe din satul Khurzuk (în rusă Хурзук, 1.470 m), trece peste stânca Utyug (în rusă скалу «Утюг») și platoul de gheață vestic și continuă către vârful vestic.
Alte trasee
Un alt traseu:2.4.289 permite accesul pe vârf dinspre vârful Kukurtli-Kolbashi (în rusă Кукуртли-Колбаши, 4.639 m) peste creasta vestică a muntelui Elbrus, denumită Kupol (în rusă Kупол, „domul”, 4.912 m). Acest traseu, mult mai lung, este accesibil fie dinspre prima secțiune a telecabinei, traversând morenele spre nord-vest și urmând colul Hotyutau (în rusă Хотютау) apoi virând spre vârf, fie prin valea Khurzuk (în rusă Хурзук) din Karaciai-Cerchezia. Nu sunt construite adăposturi, dar terenul este mai potrivit pentru camping.

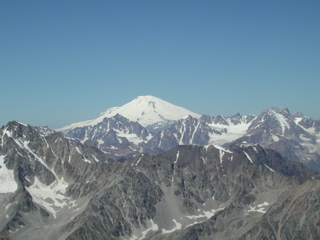
Muntele Elbrus văzut dinspre est

Alte trasee dinspre est, străbătând valea, ghețarul și colul Iryk (3.667 m), sau dinspre nord sunt posibile, dar sunt mai periculoase. În era sovietică, muntele Elbrus a găzduit competiții de ascensiune și a reprezentat baza de pregătire pentru expedițiile ruse în Himalaya (1982 și 1989). În septembrie 1989, Vladimir Baliberdin a organizat prima cursă oficială între refugiu și col. În 1990, Anatoli Bukreev a stabilit un record, urcând de la refugiu la vârful estic într-un timp de 1 oră și 47 minute. În 2005, odată cu popularitatea tot mai mare a sporturilor extreme și creșterea numărului de alpiniști în Rusia, această tradiție a fost reînviată și a fost organizată o nouă cursă între Bochki și vârful vestic. În 2006, la competiție au participat cei mai buni alpiniști din fostele republici sovietice: Denis Urubko din Kazahstan, Serghei Seliverstov și Alexander Kerimov din Kârgâzstan, Serghei Surmonin din Rusia. Pentru prima dată, unul dintre trasee a oferit o diferență de nivel mai mare de 3.000 de metri cu plecare din poienile Azau (în rusă поляны Азау), la 2.400 de metri altitudine și sosire pe vârful vestic. Denis Urubko a stabilit un timp de 3 ore, 55 de minute și 58 de secunde. Pe traseul care pleacă de la refugiul Garabashi (în rusă Гарабаши), Svetlana Sharipova a fost cea mai bună femeie alpinist, cu un timp de 3 ore, 21 minute și 29 secunde. La 7 mai 2017, ecuadorianul Karl Egloff a participat la evenimentul SkyMarathon în timpul Red Fox Elbrus Race, câștigând ascensiunea de 12,2 kilometri între poienile Azau și vârf în 3 ore, 24 minute și 14 secunde și, fără să zăbovească pentru a sărbători victoria, a coborât imediat și a finalizat călătoria în 4 ore, 20 minute și 45 secunde, stabilind un nou record. Recordul feminin a fost stabilit pe 16 septembrie 2016 de rusoaica Oksana Stefanishina, cu un timp de 4 ore, 9 minute și 39 secunde.
Drumeție
Cel mai simplu traseu de drumeție ocolește muntele Elbrus și durează între opt și zece zile, cu traversarea câtorva ghețari și străbătând câteva trecători. Traseul pornește din satul Baksan din valea Kyrtyk (în rusă Кыртык), trece prin pasul Kyrtykaush (în rusă Кыртыкауш, 3.242 m), coboară spre râul Malka, apoi străbate pasul Buruntash (în rusă Бурунташ, 3.072 m), traversează râul Ullukama (în rusă Уллукама), pasul Hotyutau (în rusă Хотютау, 3.456 m), ghețarul Azau (în rusă Азау), apoi coboară spre Terskol (în rusă Терскол), în final revenind la punctul de plecare.

Trasee montane pe muntele Elbrus
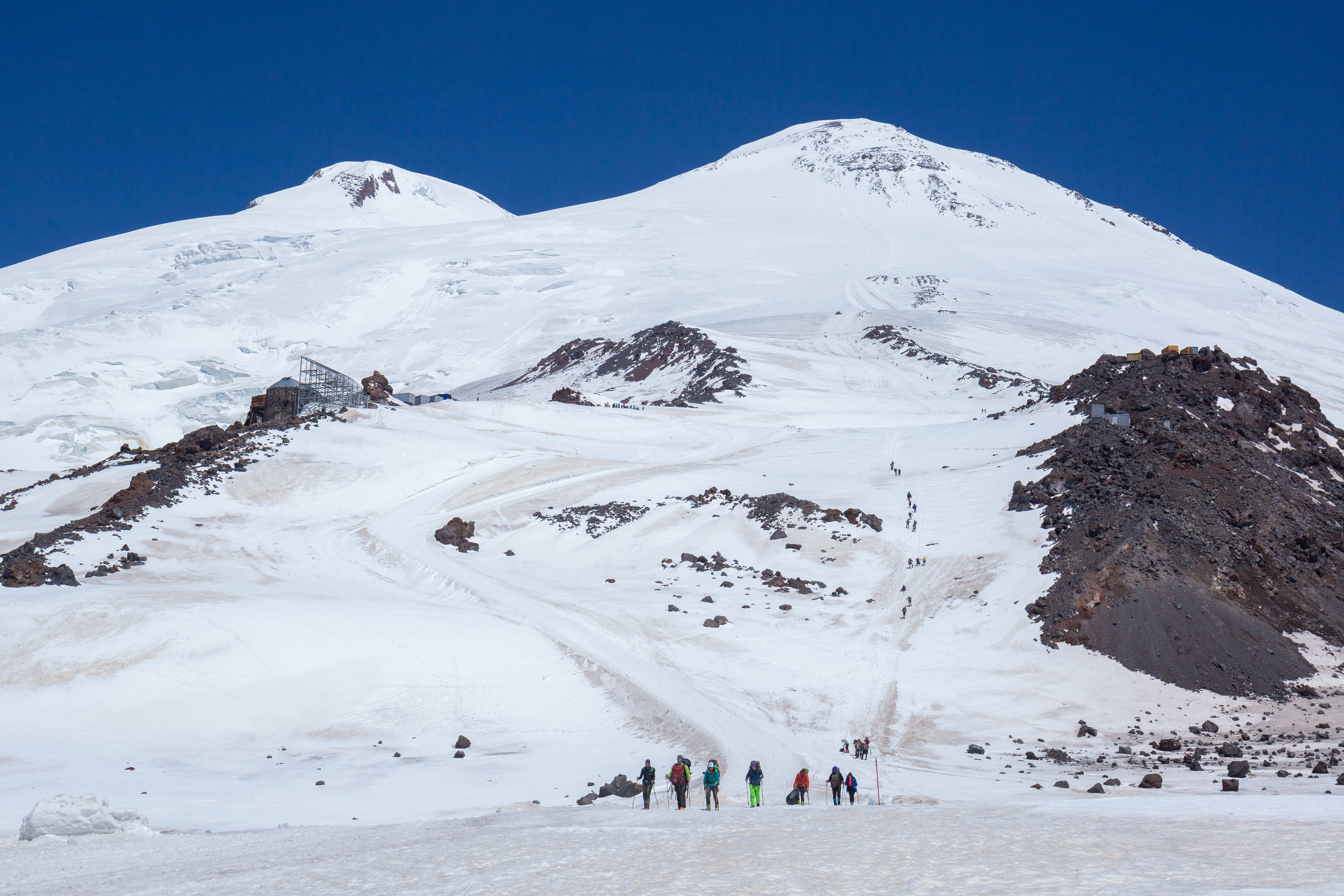
Traseul normal: Refugiul 11, stâncile Pastuhov și „ruta oblică”
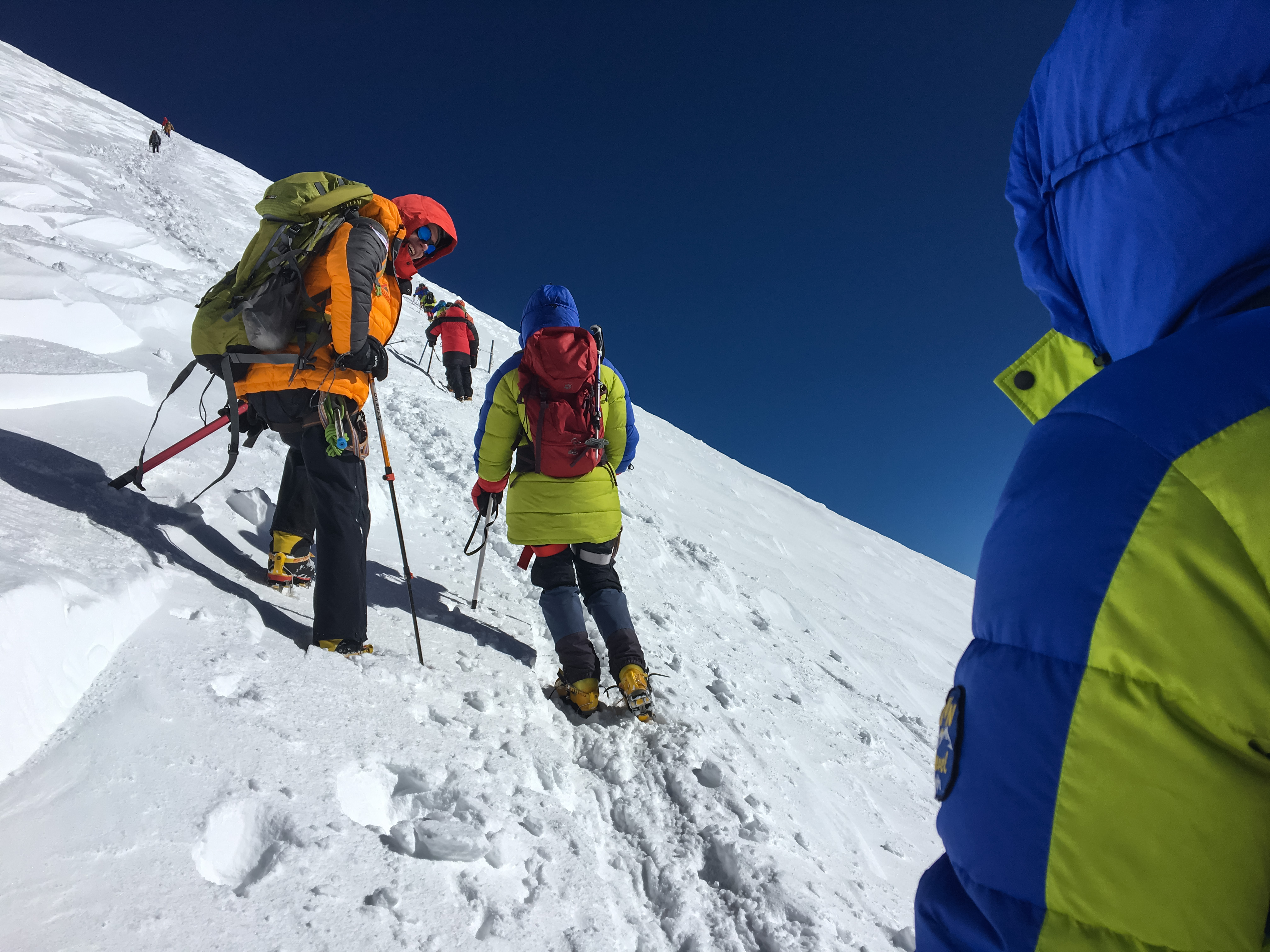
Traseul spre vârful vestic dinspre colul (5.416 m) dintre vârfuri
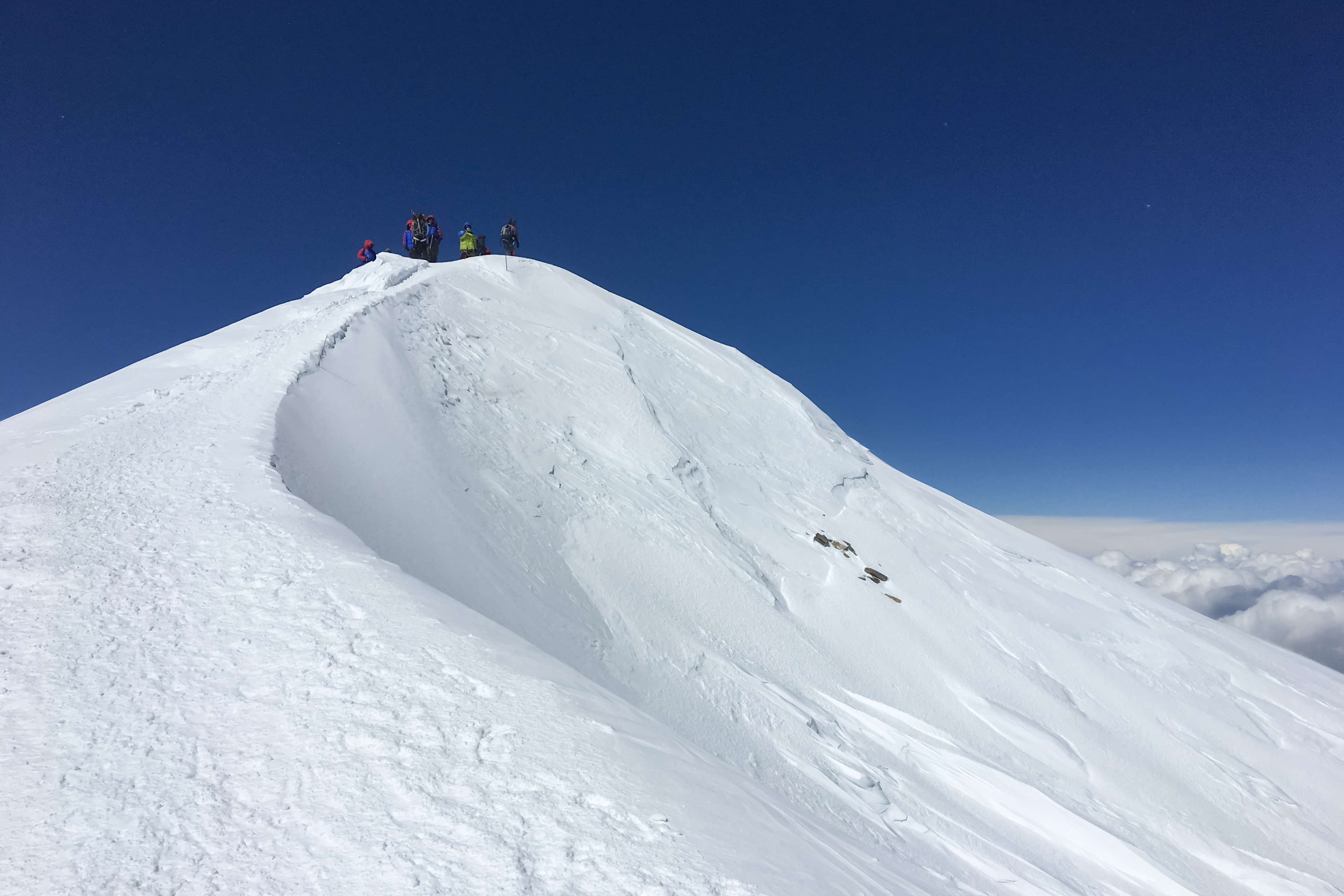
Vârful vestic (5.642 m), punctul de maximă altitudine în Europa

RedFox Elbrus Race
Cursa Elbrus (sau RedFox Elbrus Race), este o competiție internațională de skyrunning organizată pentru prima dată în 2008 și care se desfășoară în luna mai a fiecărui an. Include trei curse diferite:
- Elbrus SkyRace (7,36 km), diferență de nivel 1.862 m, de la 3.780 m la 5.642 m[94],
- Elbrus SkyMarathon, (12 km) diferență de nivel 3.342 m, de la 2.350 m la 5.642 m[95],
- Elbrus Vertical, (diferență de nivel 1.000 m), de la 2.450 m la 3.450 m[96].

Prima cursă pe Elbrus a avut loc în 1990, cu participarea alpiniștilor sovietici și americani. Cursa a fost câștigată de Anatoli Boukreev, urmat de Kevin Cooney și Patrick Healy. Traseul dintre Refugiul celor 11 (Priyut 11, 4.050 m) și vârful estic a fost străbătut de sportivul rus în 1 oră și 47 de minute.
Competițiile regulate au loc începând cu anul 2005, cu două variante de traseu până la vârful vestic (5.642 m): traseul normal de la refugiul Garabashi (în rusă Гарабаши, „la butoaie”, 3.708 m) sau un traseu mai lung, cu plecare din valea Azau (în rusă Азау, 2.350 m). În 2006, Denis Urubko a câștigat cursa, utilizând traseul mai lung, cu timpul de 3 ore, 55 de minute și 59 de secunde.
La 24 septembrie 2010, în cadrul programului inițiat de alpinistul polonez Artur Hajzer și denumit „Himalayismul polonez de iarnă 2010–2015”, Asociația Poloneză de Alpinism a trimis o echipă formată din 13 persoane în scop de antrenament. Cu acest prilrej, Andrzej Bargiel a stabilit un nou record al traseului mai lung, cu timpul de 3 ore, 23 minute și 37 secunde.
Timpul record pentru o cursă completă (urcare și coborâre) pe traseul lung este de 4:20:45 și a fost stabilit pe 7 mai 2017 de către ghidul montan elvețian-ecuadorian Karl Egloff. Egloff a doborât recordul anterior, stabilit în septembrie 2014 de Vitaliy Shkel, cu mai mult de 18 minute. El a atins vârful în 3:24:14, ratând timpul record de urcare al lui Bergiel cu doar 37 de secunde, dar organizatorii cursei și Federația Internațională de Skyrunning au omologat totuși recordul stabilit de Egloff.
Recordurile de timp pentru cursa feminină pe traseul lung au fost stabilite de Diana Zelenova (4:30:12), pentru ascensiune în 2017 și Oksana Stefanishina (6:25:23), pentru cursa completă în 2015.

### Refugii montane

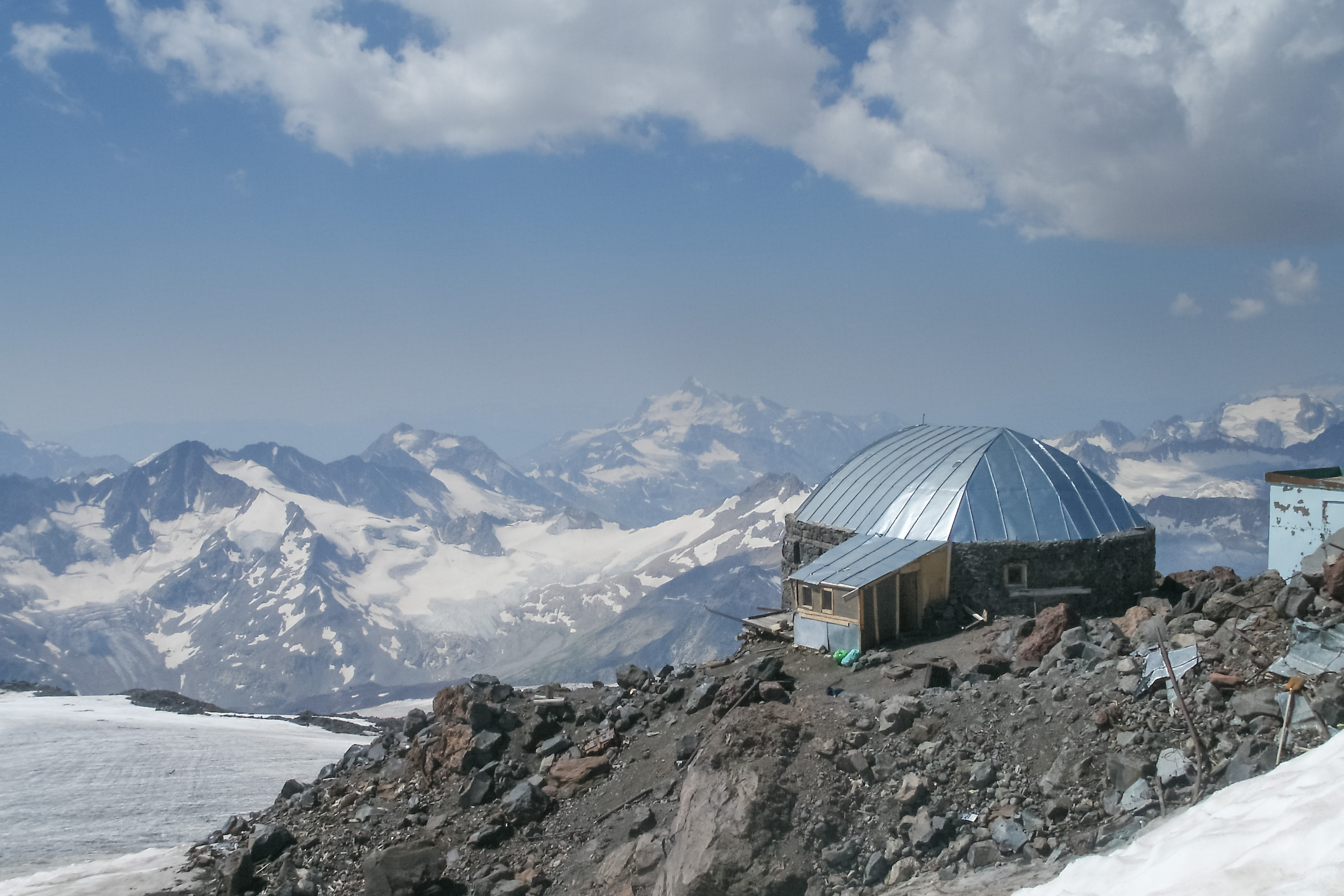
Refugiul celor 11 (Priyut 11) în 2010, după incendiu și înainte de demolare

În 1929, unsprezece oameni de știință au ridicat un mic adăpost montan la altitudinea de 4.160 de metri și l-au denumit Priyut 11 („Refugiul celor 11”). În același loc, în 1932 a fost construită o cabană mai mare, cu o capacitate de 40 de persoane.
Un nou adăpost montan a fost construit în 1933 în valea dintre cele două vârfuri, dar acesta s-a prăbușit după doar câțiva ani. Rămășițele sale sunt încă vizibile.
În 1939, agenția de turism Intourist (fondată la 12 aprilie 1929 și care reprezenta principala agenție de turism pentru turiștii străini din Uniunea Sovietică și care, din 2011, a fost deținută în proporție de 50,1% de grupul britanic Thomas Cook până la falimentul său din septembrie 2019) a construit o nouă structură, puțin deasupra amplasamentului „Priyut 11”, la 4.200 de metri altitudine, acoperită cu tablă de aluminiu. Clădirea era menită să găzduiască turiștii occidentali, care erau încurajați să urce pe muntele Elbrus în tururi comerciale, ghidate, pentru a aduce valută străină. Nu mult mai târziu, acest adăpost a fost transformat într-o cazarmă, servind drept bază, mai întâi pentru trupele sovietice și mai târziu pentru trupele germane în Bătălia pentru Caucaz din Al Doilea Război Mondial.

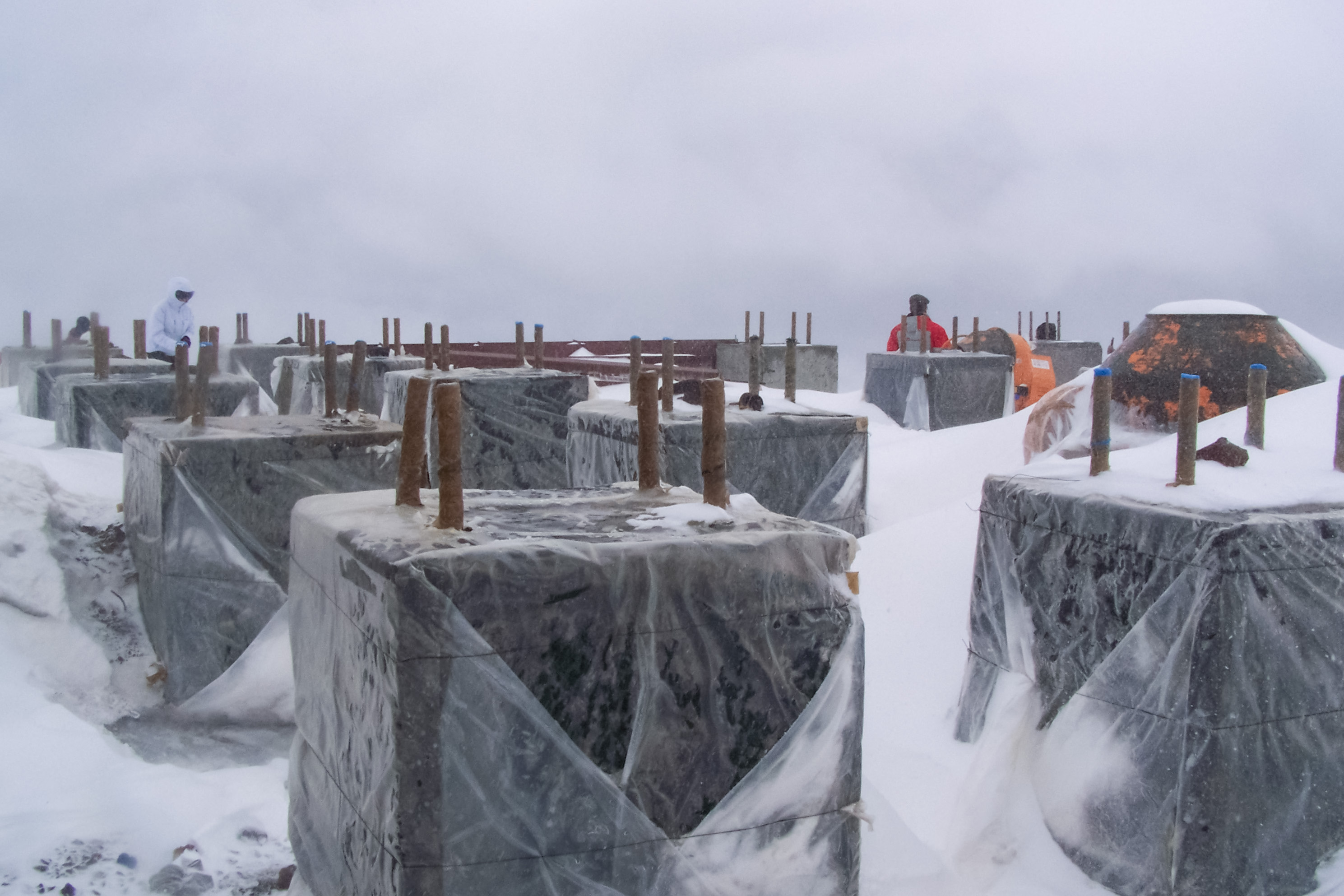
Fundațiile refugiului Diesel în timpul construcției

La 16 august 1998, acest adăpost a ars complet, după ce o sobă de gătit s-a răsturnat. În vara anului 2001, un nou refugiu montan, „Cabana Diesel”, a fost construit la câțiva metri mai jos de ruinele fostului adăpost, fiind numit astfel pentru că se află pe locul fostei stații de generare pe motorină.
Suplimentar, pe munte există posibilități de cazare la capătul traseului telescaunului de deasupra celei de-a doua secțiuni de telecabină. Vopsiți în roșu și alb, acești cilindri orizontali de oțel (numiți „butoaie”, în rusă bochki), cu o capacitate de șase persoane fiecare, sunt folosiți ca bază de pornire și pentru aclimatizare de mulți alpiniști în drum spre vârf. Pe lângă „butoaie”, există mai multe locuri de cazare în containere, plasate la altitudini între 3.800 și 4.200 de metri.
În septembrie 2012, pe culmea muntelui Elbrus au fost finalizate lucrările de construcție a adăpostului de salvare Stația EG 5300 (în rusă Станция EG 5300), care a devenit refugiul montan din Europa situat la cea mai mare altitudine. Cu toate acestea, în luna decembrie construcția a fost distrusă de vânturile puternice. În 2013, la 300 de metri de baza EG 5300, a fost construită o cabană de urgență modestă, cu o capacitate de 4-6 persoane. În 2014, pe versantul sudic al muntelui Elbrus, la o altitudine de 3.900 de metri, a fost construit un hotel muntan, numit LeapRus, care a devenit hotelul din Europa situat la cea mai mare altitudine și care poate găzdui până la 40 de persoane.
Muntele Elbrus găzduiește „cea mai urâtă latrină din lume”, care este probabil toaleta din Europa situată la cea mai mare altitudine (4.200 m), lângă vechiul adăpost montan incendiat, Priyut 11. „Titlul” a fost conferit de revista americană Outside în urma unei documentări, articolul fiind publicat în 1993. „Construcția” este înconjurată și acoperită de gheață, fiind ancorată de o stâncă mare și „cocoțată” deasupra unui abis de gheață.
Observatorul Terskol, un observator astronomic (cod IAU B18), este situat la 2,5 km nord-vest de satul Terskol, la o altitudine de 3.090 metri. Conținutul redus de vapori de apă din atmosferă și transparența atmosferică ridicată în domeniul UV și IR clasifică Terskol drept unul dintre cele mai bune locații de observare din Europa. Precizia medie este de aproximativ 1 arcsec. Numărul mediu anual de ore de noapte senină este de aproximativ 1.000.

Refugii montane pe muntele Elbrus
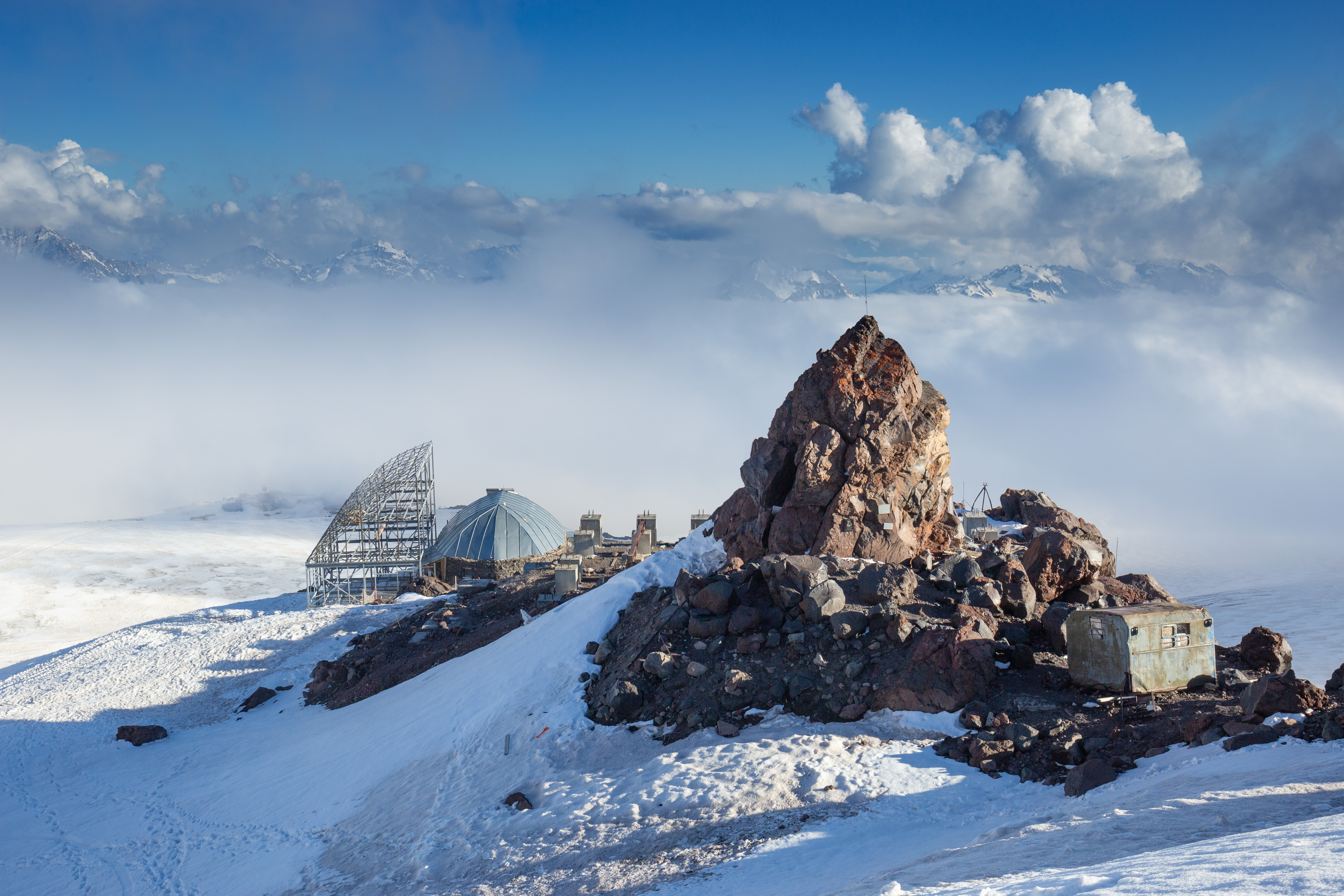
Refugiul celor 11 (Priyut 11, 4.050 m)
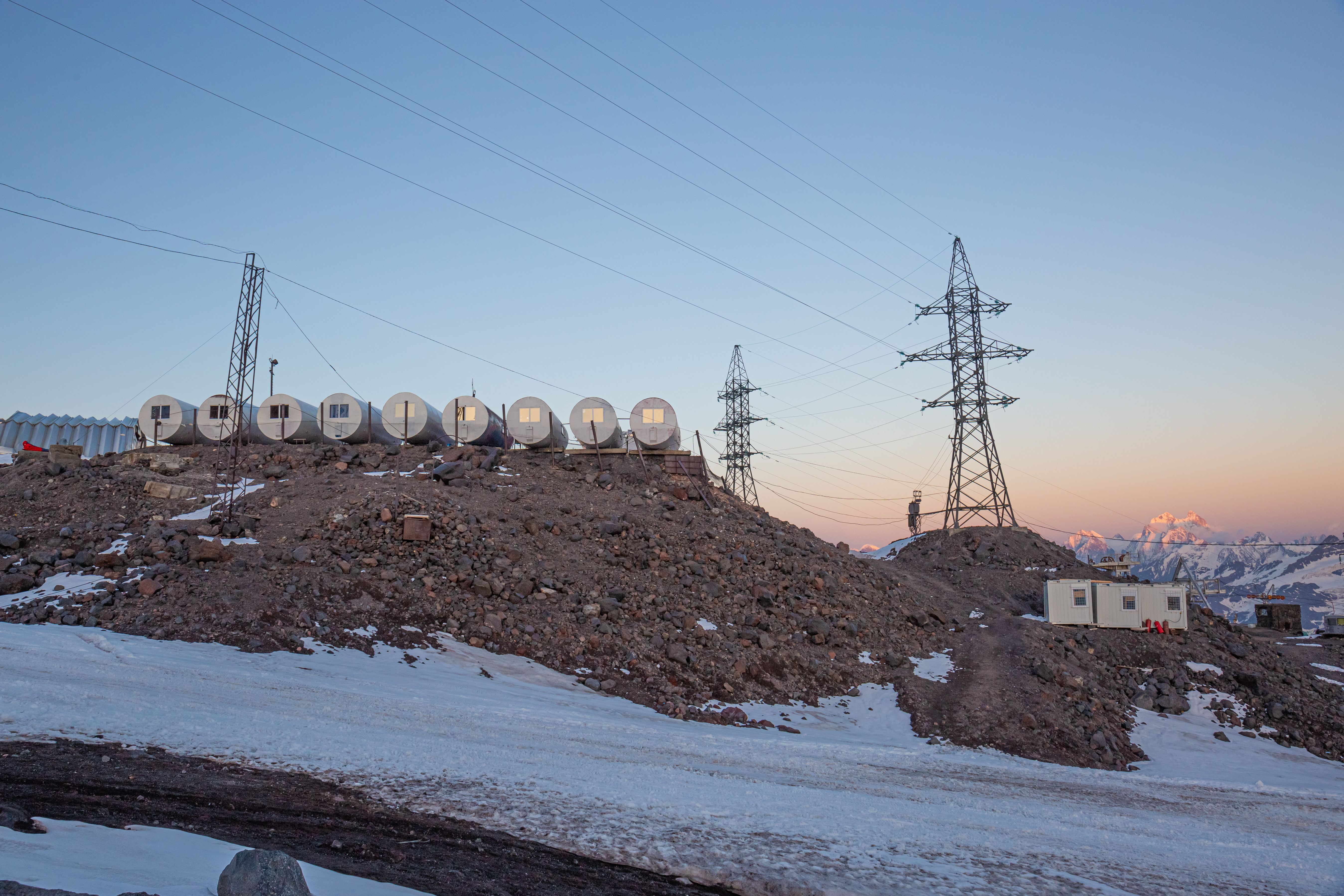
„Butoaie” lângă stația Garabashi, la 3.700 m
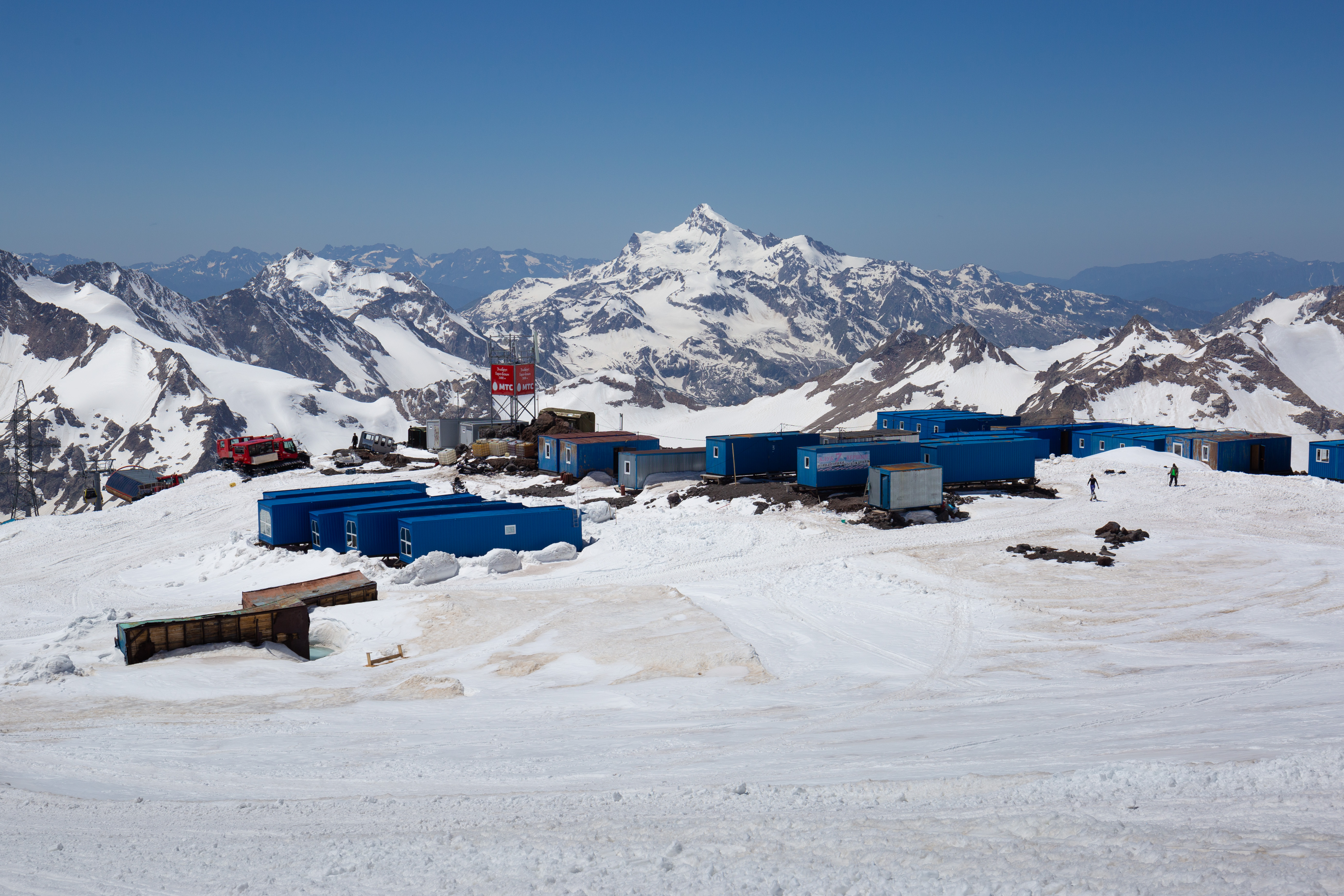
Containere lângă stația Garabashi, la 3.850 m

### Transport

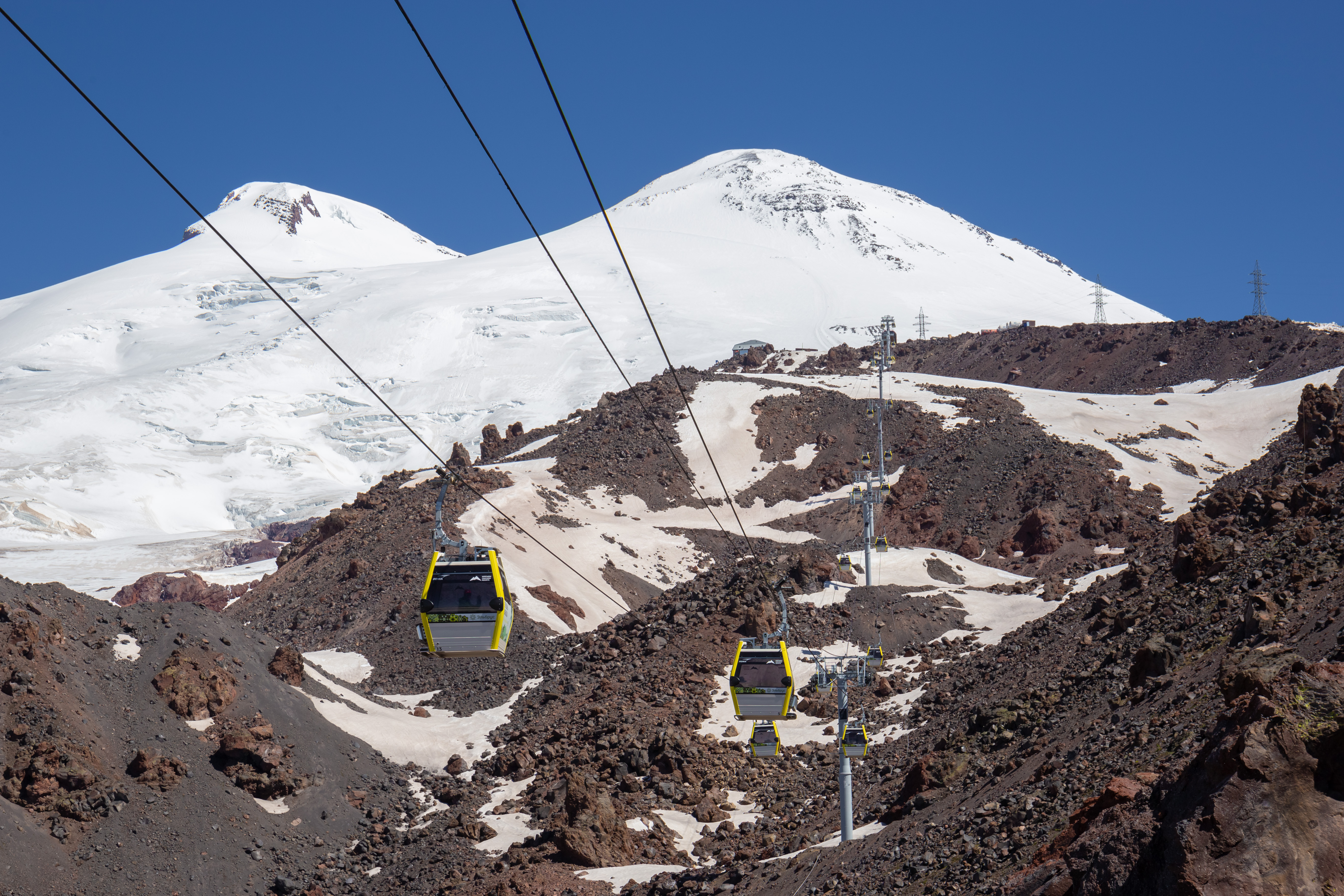
Telecabina Elbrus, secțiunea dintre stațiile Mir (3.470 m) și Garabashi (3.847 m)

Trei sisteme de transport pe cablu duc vizitatorii până la o altitudine de 3.847 metri, la stația terminus Garabashi.
Până la mijlocul anilor 2000, prima secțiune a fost asigurată de telecabina Elbrus-1, a cărei construcție a început în 1959. Pornind de la stația Azau, la 2.180 metri altitudine, aceasta duce la vechiul punct de belvedere Stari Krugozor, (în rusă Старый Кругозор) la 2.970 de metri altitudine, la poalele ghețarului Maly Azau (în rusă Малый Азау). Lungimea sa este de 1.740 metri, cu o diferență de nivel de 650 de metri. A doua secțiune, construită în 1976, duce la stația Mir, la 3.470 de metri. Lungimea sa este de 1.800 de metri, cu o diferență de nivel de 500 de metri. Ultima secțiune este un telescaun monoloc, care scutește turiștii de o oră de mers până la refugiul Garabashi (în rusă Гарабаши), la 3.847 metri altitudine. Construit la sfârșitul anilor 1970, are o lungime de 1.000 metri, cu o diferență de nivel de 250 de metri.
În decembrie 2006, primul tronson al telecabinei a fost modernizat pentru a îndeplini cerințele de siguranță, prin construirea unei noi telecabine, tip gondolă, în paralel cu cea existentă. Apoi, în august 2009, a fost construită încă o telecabină, care ajunge la a doua secțiune. În cele din urmă, pe 27 decembrie 2015, a fost pusă în funcțiune încă o telecabină, cu o lungime de 1.675 de metri și o capacitate de 750 de persoane pe oră, pentru parcurgerea secțiunii a treia între stațiile Mir și Garabashi. Această telecabină, care urcă până la 3.847 de metri, devenind a doua cea mai înaltă telecabină din Europa după cea de la Zermatt din Elveția (3.883 m). Este planificată extinderea traseului telecabinei până la vârful estic al muntelui Elbrus.
În perioada anterioară declanșării invaziei Rusiei în Ucraina, muntele Elbrus devenise o destinație importantă a turismului intern rusesc, înregistrându-se 424.000 de vizitatori în această zonă în 2020. Anual, stațiunea de schi înregistrează cel mai mare număr de vizitatori în lunile aprilie și mai.

Sisteme de transport pe muntele Elbrus
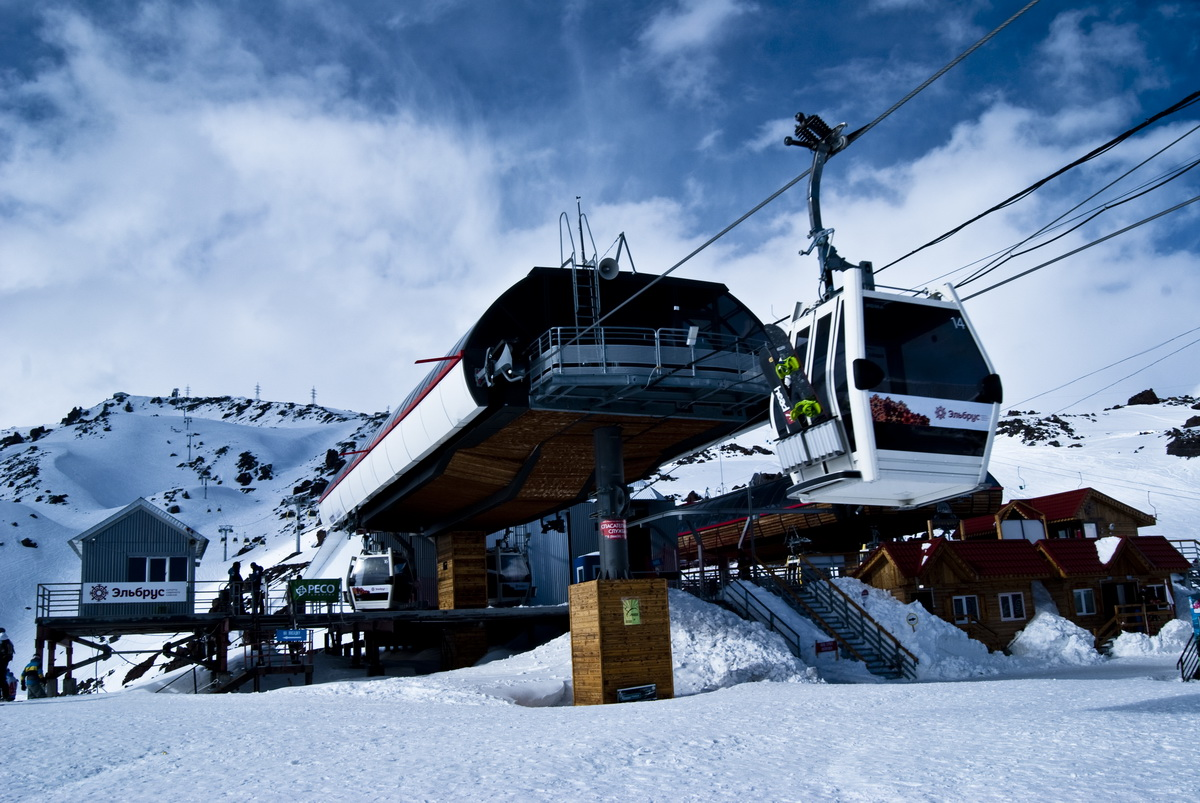
Secțiunea I: stația Azau (2.180 m)
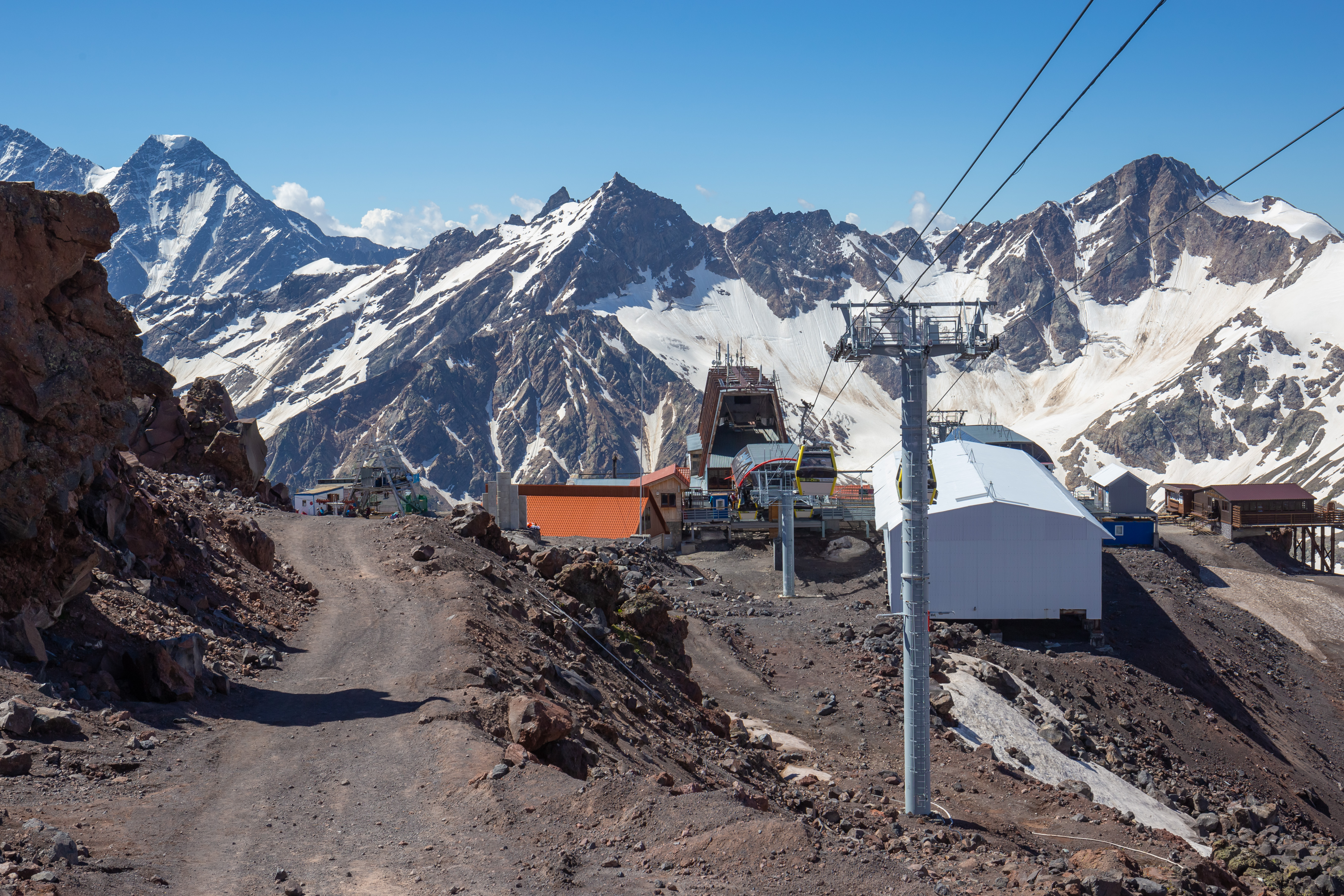
Secțiunea II: stația Mir (3.470 m)
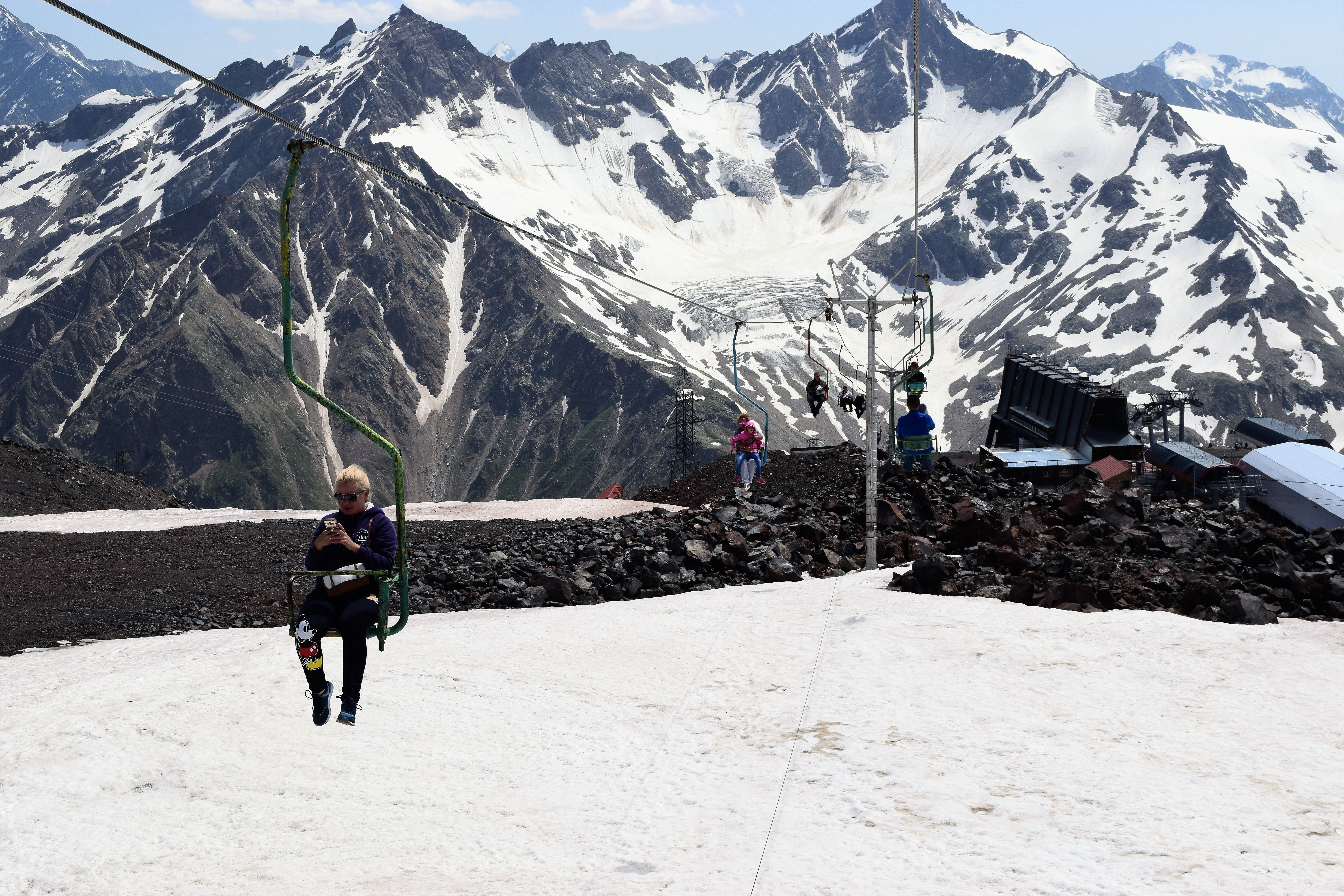
Secțiunea III: stația Garabashi (3.847 m)

## Siguranța călătoriei
După destrămarea URSS și până la începutul anilor 2010, călătoria pe muntele Elbrus a devenit din ce în ce mai periculoasă, din cauza problemelor economice, a conflictelor armate din diferite state din Caucaz și, mai târziu, din cauza insurgenței din Caucazul de Nord, parte a războiului ruso-cecen. 
În anul 2019, Departamentul de Stat al Statelor Unite a emis un avertisment de călătorie referitor la escaladarea muntelui Elbrus, precum și la călătoriile în Districtul Federal Nord-Caucazian în general, din cauza riscului de acțiuni teroriste și instabilității politice. Trei ani mai târziu, în iunie 2022, Departamentul de Stat al Statelor Unite a emis un nou avertisment de călătorie referitor la călătoriile în zona muntelui Elbrus, din cauza riscurilor de terorism, răpiri de persoane și tulburări civile, actualizat în 5 septembrie 2023, ca urmare a declanșării invaziei Rusiei în Ucraina și ridicat la nivelul de risc maxim (Level 4: Do Not Travel), recomandând anularea călătoriilor în Rusia.

## Recorduri românești
- Crina „Coco” Popescu
La 12 iulie 2009, alpinista română în vârstă de 15 ani, pornind din valea Azau (în rusă Азау, 2.350 m) și urmând traseul normal, pe partea sudică, a atins vârful vestic al muntelui Elbrus (5.642 m), cel mai înalt munte și cel mai înalt vulcan din Europa, ca parte a Circuitului Seven Summits (escaladarea celor mai înalte vârfuri de pe fiecare continent) și Circuitului Seven Volcanoes (escaladarea celor mai înalți vulcani de pe fiecare continent). În 2011, la vârsta de 16 ani, a devenit prima alpinistă din lume care a escaladat cei mai înalți 7 vulcani de pe cele 7 continente: Elbrus – Europa, Kilimanjaro – Africa, Damavand – Asia, Giluwe – Oceania, Ojos del Salado – America de Sud, Pico de Orizaba – America de Nord, Sidley – Antarctica. Deține 7 recorduri mondiale de vârstă.
- Dor Geta Popescu (4 iunie 2003 – 22 aprilie 2017)
La 15 august 2015, sora mai mică a Crinei „Coco” Popescu a realizat un record european de vârstă, fiind cel mai tânăr alpinist din Europa care a escaladat muntele Elbrus (5.642 m), la vârsta de 12 ani și două luni[113]. Dor Geta Popescu are în palmares opt recorduri mondiale și unul european, ea obținând primul record la vârsta zece ani, în 2013, când a devenit cea mai tânără alpinistă din lume care a atins vârful Ararat (5,137 m)[114].
- Erik Gulacsi (1 iunie 2004 – 22 aprilie 2017)
La 9 august 2016, la vârsta de 12 ani, a urcat pe vârful Elbrus (5.642 m), devenind cel mai tânăr alpinist european care a escaladat cel mai înalt munte din Europa. Ascensiunea a pornit de la altitudinea de 4.100 m și a durat 7 ore, în condiții nefavorabile, cu strat de zăpadă proaspătă de 10 cm, ceață și vizibilitate foarte scăzută[115][116]. Ultimul său record european a fost realizat în ianuarie 2017, când, la vârsta de 12 ani, a atins vârful Aconcagua[117][118].

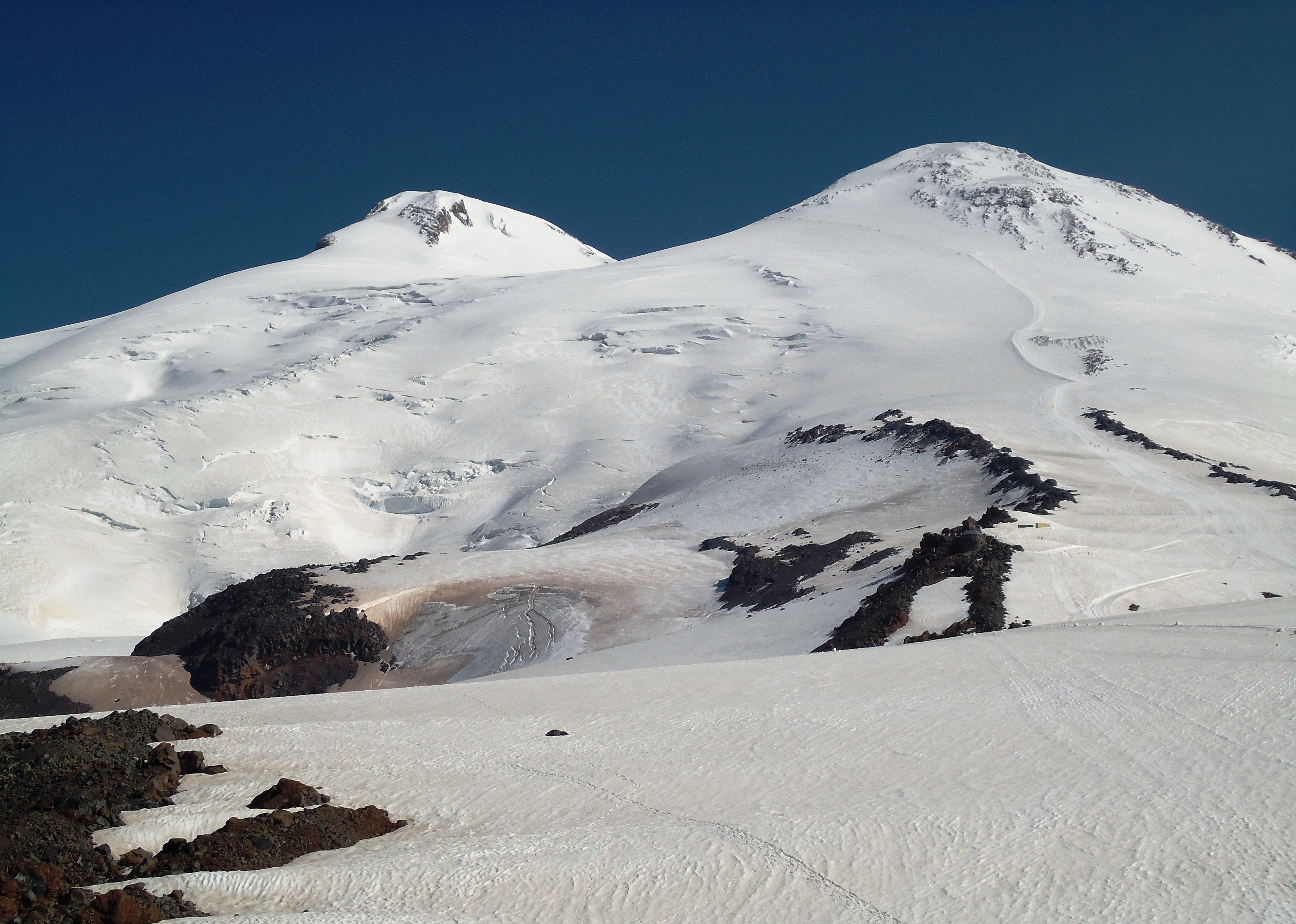
Cele două vârfuri ale muntelui Elbrus și traseul normal de pe versantul sudic
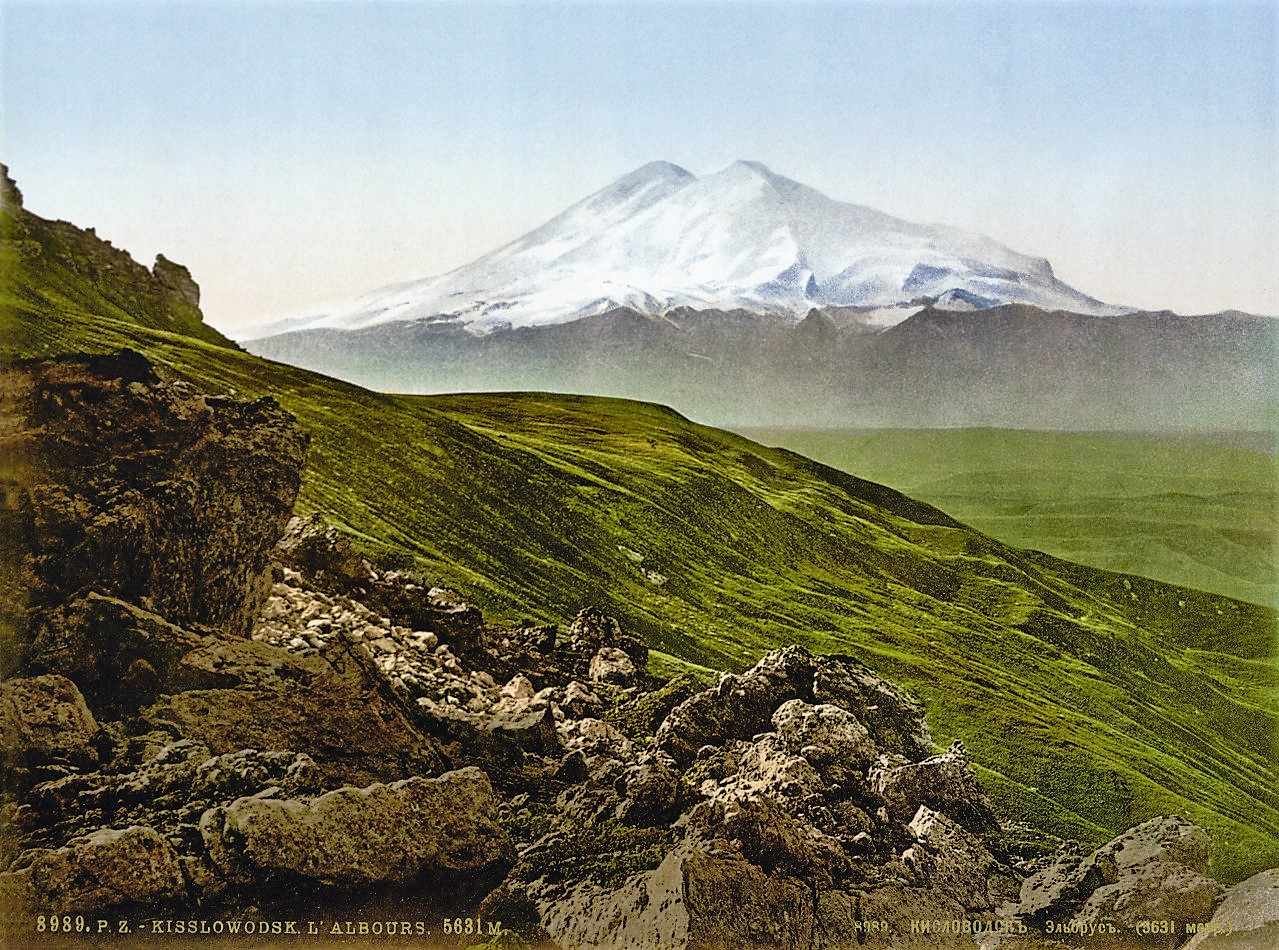
Carte poștală din sec. XIX reprezentând muntele Elbrus
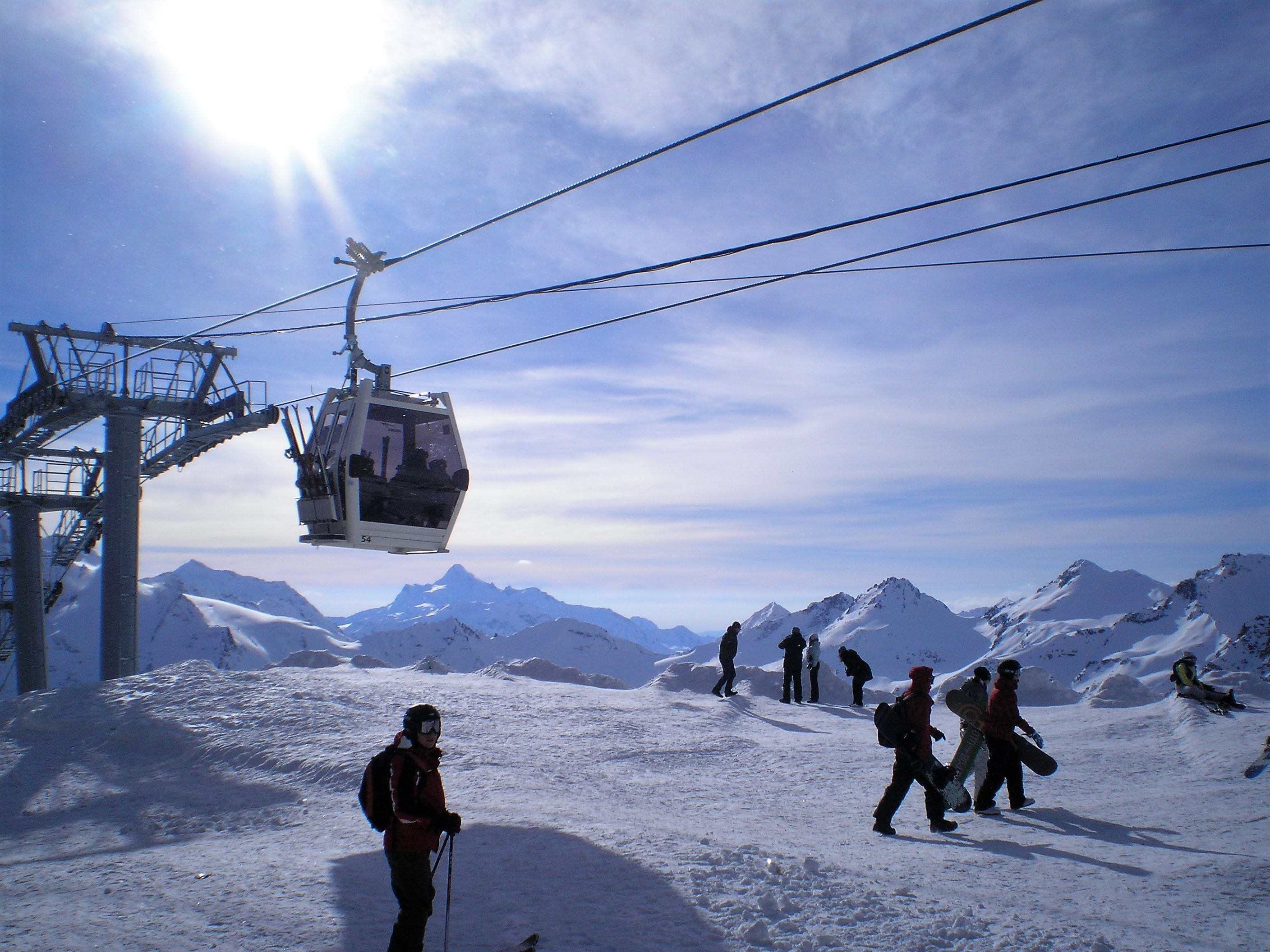
Telecabină lângă stația Mir (3.460 m), pe partea sudică a muntelui Elbrus
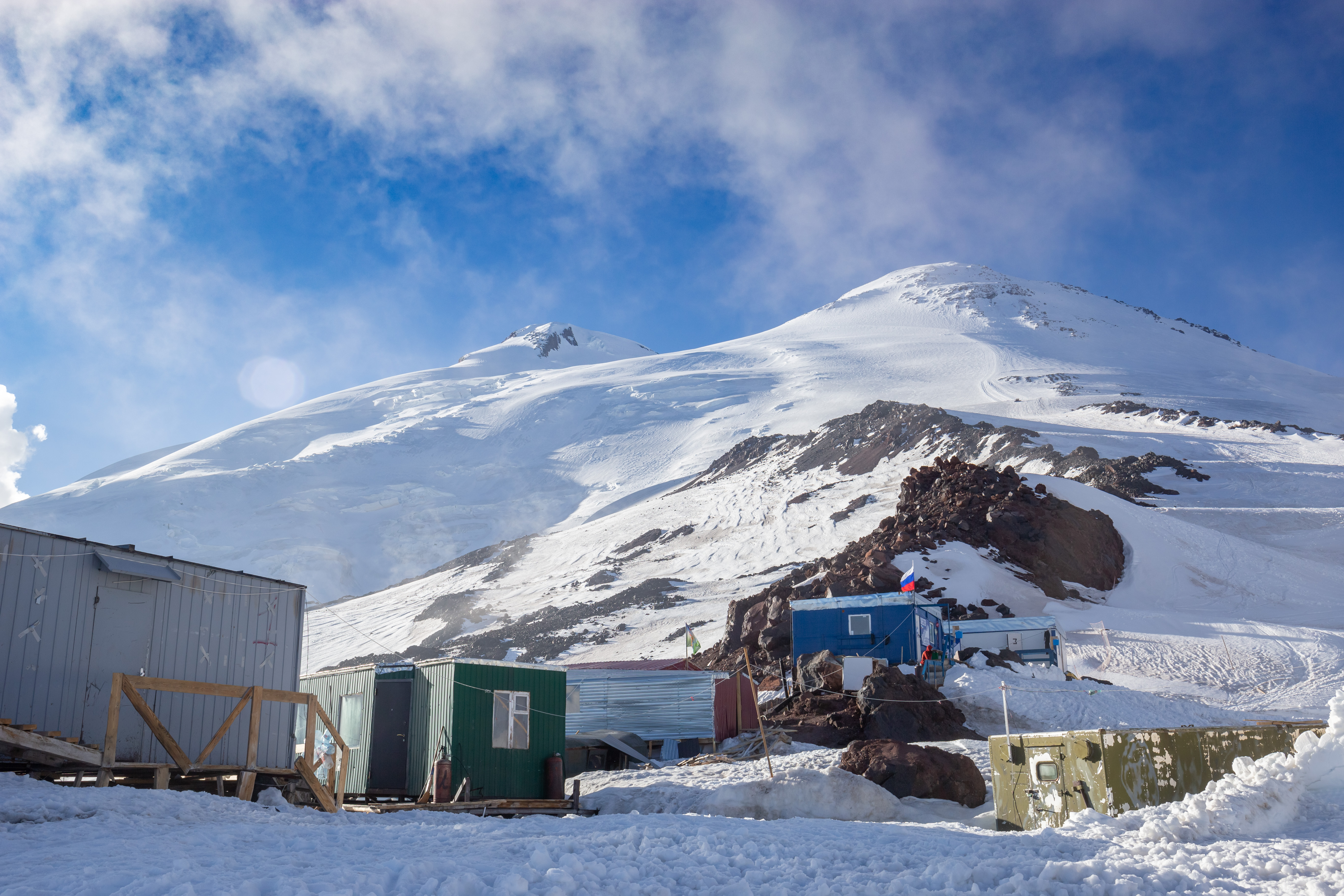
Refugiul montan Maria, 4.070 m

### Hărți și ghiduri
- fr Harta interactivă a regiunii Elbrus
- en Executive Wilderness Programmes (2007). Central Caucasus, Elbrus: Upper Baksan Valley map & guide [Caucazul Central, Elbrus: Harta și ghidul Văii Superioare a râului Baksan] (Hartă) (ed. 2). 1:50.000 (în engleză). Wales: EWP, Haulfryn, Cilycwm. ISBN 9780906227954.

### Film documentar
- Elbrus (1h 6m). 2016. https://www.imdb.com/title/tt6330458/. regia: Laurent Jamet, cu: Thibaud Duchosal, Lucas Swiekowski